# Bloqueo de la Franja de Gaza

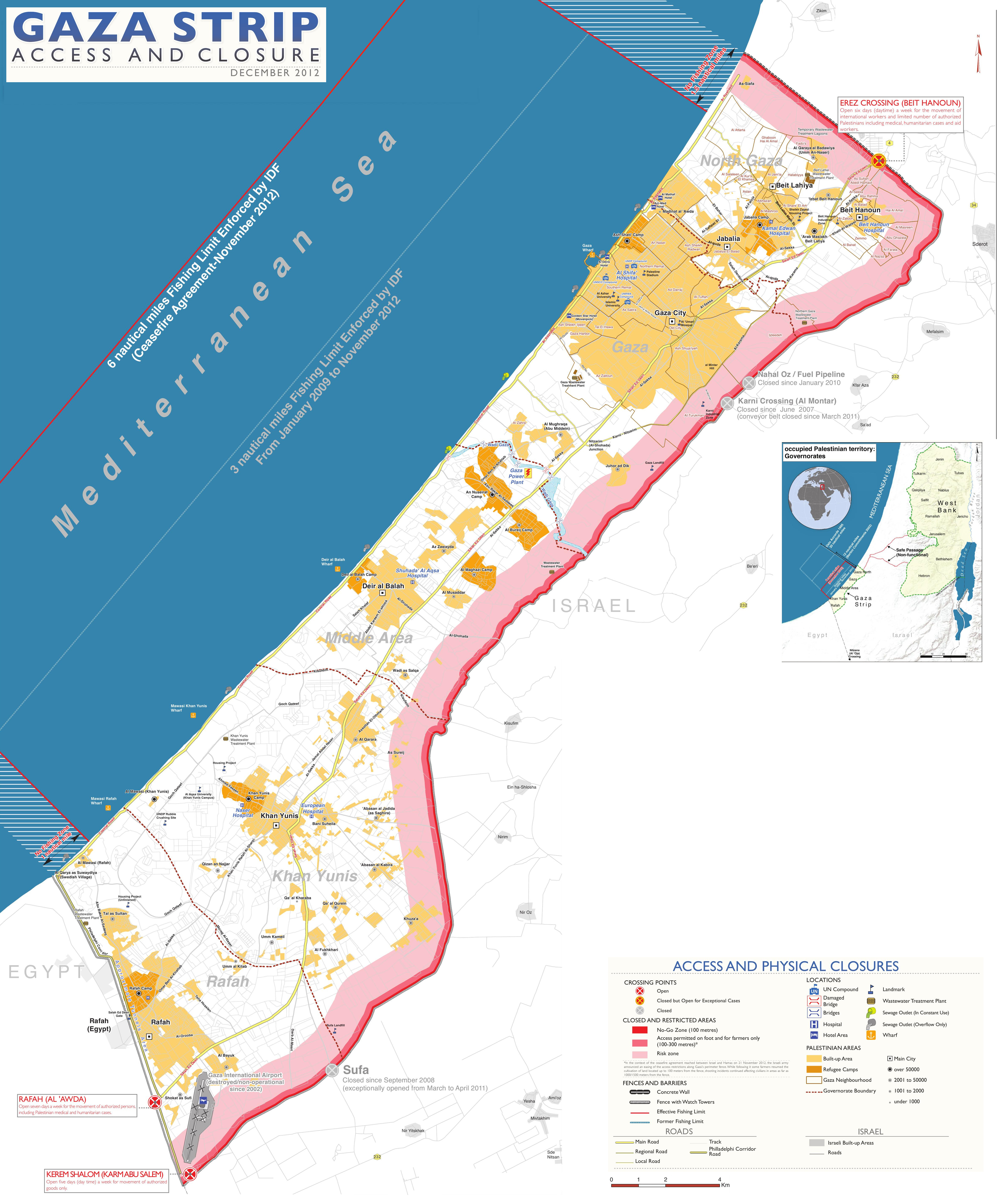
Franja de Gaza, con fronteras controladas por Israel y Egipto y zona de pesca limitada

El bloqueo de la Franja de Gaza es el actual bloqueo terrestre, aéreo y marítimo de la Franja de Gaza impuesto por Israel y Egipto desde 2007. El sistema de control impuesto por Israel a veces se conoce como la ocupación indirecta de la Franja de Gaza.
Un año después de la  retirada unilateral de Israel de la Franja de Gaza en 2005, Hamás ganó las elecciones legislativas palestinas e Israel y el Cuarteto sobre el Medio Oriente dejaron de brindar ayuda a la  Autoridad Palestina e impusieron sanciones contra dicha Autoridad Palestina porque Hamás no estaría de acuerdo con la condiciones para continuar la ayuda: a saber, el reconocimiento de Israel, el rechazo a las acciones violentas y la aceptación de los acuerdos anteriores entre Israel y la Autoridad Palestina. Estas condiciones no son recíprocas, puesto que el reconocimiento a Palestina, el rechazo de las acciones violentas y respeto de los acuerdos, no se han impuesto a Israel.
En marzo de 2007, Hamás y Fatah formaron un gobierno de unidad encabezado por Ismail Haniya. Poco después, en junio, Hamás tomó el control de la Franja de Gaza durante la Batalla de Gaza. Hamás se apoderó de las instituciones gubernamentales y reemplazó a Fatah y otros funcionarios gubernamentales con miembros de su propio partido. Tras la toma de posesión, Egipto e Israel cerraron en gran medida sus cruces fronterizos con Gaza, alegando que Fatah había huido de la Franja y ya no podía brindar seguridad en el lado palestino. Egipto estaba preocupado porque el control de Hamás sobre Gaza podría aumentar la influencia  iraní. Aboul Gheit explicó que abriendo el cruce fronterizo de Rafah socavaría la legitimidad de la Autoridad Palestina.
Israel dijo que el bloqueo era necesario para proteger a los ciudadanos israelíes del «terrorismo, los ataques con cohetes y cualquier otra actividad hostil» y para evitar que los productos de doble uso entren en Gaza. Al hacerlo, violó o no cumplió con las obligaciones específicas contraídas en virtud de los términos de varios acuerdos de alto el fuego en diferentes ocasiones para aliviar o levantar el bloqueo. «Los cruces de carreteras se cerraron repetidamente y se restablecieron las zonas de amortiguamiento. Las importaciones disminuyeron, las exportaciones se bloquearon y menos residentes de Gaza obtuvieron permisos de salida hacia Israel y Cisjordania».
El Banco Mundial estimó en 2015 que las pérdidas del PIB causadas por el bloqueo desde 2007 estaban por encima del 50% y ocasionaron grandes pérdidas de bienestar. El sector manufacturero de Gaza, que antes era muy significativo, se redujo hasta en un 60% en términos reales, debido a las guerras de los últimos 20 años y el bloqueo. Las exportaciones de Gaza prácticamente desaparecieron desde la imposición del bloqueo de 2007. Afirmó que «se deben encontrar soluciones para permitir una entrada más rápida de materiales de construcción en Gaza», al mismo tiempo que se tienen en cuenta las preocupaciones legítimas de seguridad de los países vecinos.

## Impacto
El Banco Mundial estimó en 2015 que las pérdidas del PIB causadas por el bloqueo desde 2007 estaban por encima del 50% y ocasionaron grandes pérdidas de bienestar. El sector manufacturero de Gaza, que alguna vez fue significativo, se redujo hasta en un 60% en términos reales, debido a las guerras de los últimos 20 años y el bloqueo. Las exportaciones de Gaza prácticamente desaparecieron desde la imposición del bloqueo de 2007. Afirmó que «se deben encontrar soluciones para permitir una entrada más rápida de materiales de construcción en Gaza», al tiempo que se tienen en cuenta las «preocupaciones legítimas de seguridad de los países vecinos».
En mayo de 2015, el Banco Mundial informó que la economía de Gaza estaba al borde del colapso. El 40% de la población de Gaza vivía en la pobreza, aunque alrededor del 80% recibió algún tipo de ayuda. Dijo que las restricciones debían ser facilitadas para permitir que los materiales de construcción «ingresen en cantidades suficientes» y para permitir las exportaciones. «La economía no puede sobrevivir sin estar conectada al mundo exterior», dijo el Banco Mundial que debido a las restricciones más estrictas, la producción del sector de la construcción se redujo en un 83%.

## Antecedentes
Israel construyó la  barrera de Israel con Gaza entre 1994 y 2005, como medida de seguridad para detener la infiltración de terroristas, incluidos los terroristas suicidas, en Israel. La construcción de una valla fronteriza estaba prevista en los Acuerdos de Oslo, al igual que el control por parte de Israel de todas las fronteras de los territorios palestinos. Hay cuatro cruces fronterizos a través de la barrera: los cruces de Kerem Shalom, Karni, Erez y Sufa. Todos los bienes con destino a Gaza a través de Israel deben pasar por uno de estos cruces y someterse a una inspección de seguridad antes de ser permitida la entrada en Gaza.
Además, la barrera Egipto-Gaza fue construida bajo tierra por Egipto a partir de 2009. El objetivo declarado era bloquear los túneles de contrabando. La Policía Fronteriza egipcia mantiene una presencia a lo largo de la frontera entre Egipto y Gaza. El paso fronterizo de Rafah es el único punto de cruce legal entre Egipto y Gaza, y fue ocupado por las fuerzas de seguridad de la Autoridad Palestina y la Misión de asistencia fronteriza de la Unión Europea a Rafah. Todos los suministros humanitarios se transfieren a través de Israel o Egipto en los cruces terrestres después de la inspección de seguridad.
En las elecciones legislativas palestinas de enero de 2006, Hamás ganó el control del Consejo Legislativo Palestino. Israel y el Cuarteto sobre el Medio Oriente declararon que su ayuda continua a la AP bajo el gobierno de Hamás estaba condicionada al reconocimiento por parte de Hamás de Israel, la desaprobación de acciones violentas y la aceptación de acuerdos previos entre Israel y la AP, incluidos los Acuerdos de Oslo. Cuando Hamás formó un gobierno en marzo de 2006 liderado por Ismail Haniya, se negó a aceptar estas condiciones, e Israel y el Cuarteto dejaron de dialogar con la Autoridad Palestina y especialmente con cualquier miembro del gobierno de Hamás, dejaron de brindar ayuda a la Autoridad Palestina e impusieron sanciones contra la AP.
En marzo de 2007, Hamás y Fatah formaron un gobierno de unidad de la Autoridad Palestina, también encabezado por Haniya. Poco después, en junio, Hamás tomó el control de la Franja de Gaza durante la Batalla de Gaza, apoderándose de las instituciones gubernamentales y reemplazando a Fatah y otros funcionarios del gobierno con miembros de Hamás. Tras la toma de posesión, además de otras medidas, Israel y Egipto cerraron los cruces fronterizos con Gaza, marcando el inicio del bloqueo de la Franja de Gaza. Al mismo tiempo, se reanudaron las relaciones internacionales y la ayuda al gobierno liderado por Fatah en Cisjordania y se levantaron las sanciones económicas.

## Restricciones al movimiento de personas
Cuando la Intifada de Al-Aqsa estalló en septiembre de 2000, Israel impuso restricciones comerciales en la Franja de Gaza y cerró el Aeropuerto de Gaza. Los efectos económicos empeoraron después de la creación de una 'zona de amortiguamiento' en septiembre de 2001, que sellaría todos los puntos de entrada y salida en los territorios palestinos por «razones de seguridad». Después del 9 de octubre de 2001, los movimiento de personas y mercancías a través de la «Línea Verde» que divide la Cisjordania de Israel, y entre la Franja de Gaza e Israel, se detuvieron, y se efectuó un cierre interno completo el 14 de noviembre de 2001. El empeoramiento de la situación económica y humanitaria suscitó gran preocupación en el exterior. De acuerdo con la Conferencia de las Naciones Unidas sobre Comercio y Desarrollo (UNCTAD), en enero de 2003, el bloqueo y los cierres israelíes empujaron a la economía palestina a una etapa de desarrollo y agotaron hasta 2400 millones de dólares de la economía de Cisjordania y Gaza y Tira.

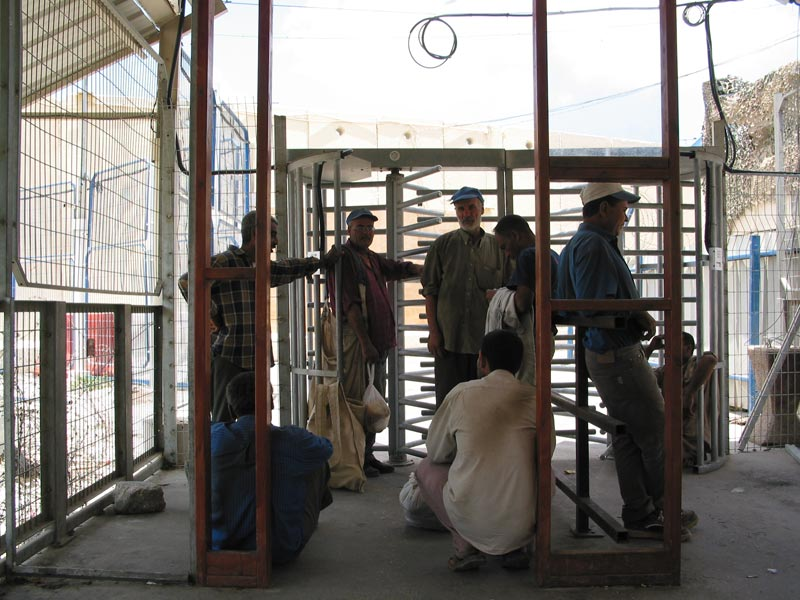
Los trabajadores palestinos esperan en el cruce de Erez para ingresar a la Franja de Gaza, julio de 2005

Las Fuerzas de Defensa de Israel abandonaron la Franja de Gaza el 1 de septiembre de 2005 como parte del plan unilateral de desconexión de Israel. En noviembre de 2005 se concluyó un «Acuerdo sobre Movimiento y Acceso» (AMA) entre Israel y la Autoridad Palestina para mejorar la libertad de movimiento y la actividad económica de los residentes de la Franja de Gaza. Bajo sus términos, el cruce de Rafah con Egipto debía ser reabierto, con tránsitos monitorizados por la Autoridad Palestina y la Unión Europea. Solo las personas con documentos de identidad palestinos o extranjeros, sujetos a supervisión israelí, podían entrar y salir.
Después de las siguientes elecciones legislativas de enero de 2006 que llevaron a Hamás al poder de Israel y el Cuarteto de Medio Oriente impuso sanciones económicas contra la Autoridad Nacional Palestina después de que Hamás se negara a aceptar las condiciones del Cuarteto para mantener la asistencia económica: reconocimiento de Israel, rechazo de acciones violentas y aceptación de acuerdos previos entre Israel y la Autoridad Palestina. Aunque inicialmente se opuso a los Estados Unidos, miembro del Cuarteto, el gobierno de los Estados Unidos acordó en abril de 2006 parar la ayuda externa por $ 400 millones a la Autoridad Palestina. En cambio, EE. UU. redirigió $ 100 millones a las Naciones Unidas y otros grupos no palestinos, pero no se daría dinero de ayuda directamente al gobierno de Mahmoud Abbas.
A lo largo de 2006, el cruce de Karni se mantuvo solo parcialmente operativo, lo que costó a los palestinos pérdidas de $ 500 000 por día, ya que se logró menos del 10% de los objetivos mínimos diarios de exportación de la Franja de Gaza. Los productos alimenticios básicos se agotaron gravemente, se cerraron las panaderías y se introdujo el racionamiento de los alimentos.

## Apoyo de la Autoridad Palestina a las acciones de bloqueo
Vinculado con el conflicto que siguió a la pérdida de su partido en las elecciones de 2006, el presidente Mahmoud Abbas expresó su aprobación de las restricciones a la frontera egipcia por parte del nuevo régimen, supuestamente destinado a proteger a Egipto del peligro. En 2014 y en los años siguientes, Abbas apoyó la represión de Egipto en los «túneles de contrabando», que fueron el último salvavidas de Gaza al mundo exterior, y dio la bienvenida a la inundación de los túneles por parte de Egipto en coordinación con la Autoridad Palestina (AP).
Abbas se opuso a la entrada del combustible de Catar a la planta eléctrica de Gaza a través de Israel, porque su AP no podría cobrar impuestos sobre el combustible.
En 2016, la mayoría de los partidos palestinos acogieron con satisfacción las iniciativas turcas para poner fin al estricto asedio israelí en la Franja de Gaza mediante la construcción de un puerto marítimo para el movimiento de personas y mercancías. Este paso fue condenado por Fatah y la Autoridad Palestina y un importante líder de Fatah que dijo que su movimiento no permitiría que esto sucediera, mientras que el Comité Ejecutivo de Fatah dijo que este era un truco israelí para separar Gaza de Cisjordania. A su vez, un funcionario de Hamás condenó la posición de la Autoridad Palestina; «Esta posición demuestra que la Autoridad Palestina es parte del asedio liderado por Israel que se ha impuesto en Gaza durante diez años».
En 2017, el gobierno de la Autoridad Palestina impuso sus propias sanciones contra Gaza, incluyendo, entre otras cosas, recortar los salarios de miles de empleados de la Autoridad Palestina, así como la asistencia financiera a cientos de familias en la Franja de Gaza. La A.P. inicialmente dijo que dejaría de pagar por la electricidad y el combustible que Israel suministra a la Franja de Gaza, pero luego retrocedió parcialmente.

## Limitación de bienes básicos
Artículo principal: Mercancías permitidas / prohibidas para importación en Gaza
Israel permitió suministros humanitarios limitados de organizaciones de ayuda a la Franja de Gaza, pero no artículos de doble uso, que también pueden usarse con fines militares. Según la Coordinadora de Actividades Gubernamentales en los Territorios de las Fuerzas de Defensa de Israel, en mayo de 2010, esto incluía más de 1,5 millones de litros de combustible diésel y gasolina, frutas y verduras, trigo, azúcar, carne, pollo y productos de pescado, productos lácteos, alimentos para animales, productos de higiene, ropa y calzado.
Según Gisha, los artículos a los que en varias ocasiones se les negó la importación a Gaza en 2010 incluyen bienes de consumo ordinarios como mermelada, velas, libros, instrumentos musicales, champú, papel DIN-A4 y ganado como pollos, burros y vacas.
Según la Oficina de Coordinación de Asuntos Humanitarios de la ONU en varias ocasiones, Israel ha bloqueado bienes como sillas de ruedas, alimentos secos y lápices, papelería, balones de fútbol e instrumentos musicales. El grupo de ayuda internacional Mercy Corps dijo que estaba bloqueado el envío de 90 toneladas de macarrones y otros productos alimenticios. Después de la presión internacional, las autoridades israelíes dijeron que darían luz verde al envío. También se informó que Israel impidió a los grupos de ayuda enviar otros artículos, como papel, lápices, pasta de tomate y lentejas. Debido a una prohibición israelí de la importación de materiales de construcción como el cemento y el acero, que podrían ser utilizados para construir búnkeres para uso militar por parte de Hamás, la Agencia de Obras Públicas y Socorro de la ONU comenzó a construir casas de adobe. Algunas agencias de ayuda dicen que los alimentos esperan en camiones y en almacenes, y muchos artículos básicos son rechazados por Israel como «lujos» o se rechazan por razones inexplicables. Las latas de «estaño» están prohibidas porque el acero con el que están hechas podría usarse para construir armamentos o estructuras por parte de Hamás, lo que dificulta que los agricultores de Gaza conserven sus vegetales. En una ocasión, la única fruta permitida era el banano. Pretendidamente porque un funcionario israelí era dueño de una plantación de banano.

### Sistema de limitación
En septiembre de 2007 el gabinete israelí votó para endurecer las restricciones en la Franja de Gaza. La decisión del gabinete declaró: se restringirá el movimiento de mercancías hacia la Franja de Gaza; se reducirá el suministro de gas y electricidad; se impondrán restricciones a la circulación de personas de la Franja y hacia ella.
En enero de 2010, el grupo israelí Gisha llevó a las autoridades israelíes a los tribunales, obligándolos a revelar qué bienes estaban permitidos y cuáles no. El gobierno israelí respondió que las frutas enlatadas, los jugos de frutas y el chocolate están bloqueados, mientras que al mismo tiempo se permite el ingreso de carne enlatada, atún enlatado, agua mineral,  pasta de sésamo, té y café a la Franja de Gaza. Los artículos prohibidos también incluían cilantro, champú y zapatos.
En octubre de 2010, se publicaron artículos que revelaron un sistema para mantener el nivel mínimo de productos básicos que ingresasen a la Franja. Contenía líneas de advertencia superiores e inferiores, identificando los excedentes y la escasez de productos listados en Gaza.
En octubre de 2012, un tribunal israelí obligó a la «Coordinadora de Actividades Gubernamentales de Israel en los Territorios» (COGAT) a publicar un documento que detallaba «líneas rojas» para el «consumo de alimentos en la Franja de Gaza» durante el bloqueo de 2007. Según el COGAT, el documento era un borrador y nunca se implementó realmente. Además, deseaba decir que nunca hubo discusión alguna después de que el documento hubiera sido redactado. El documento calculaba la cantidad mínima de calorías necesarias para evitar que los habitantes de Gaza sufran malnutrición y evitar una crisis humanitaria. Este número se convirtió en una cantidad de camiones de carga diarios, el número se redujo para dar salida a los alimentos producidos en Gaza y, además, sobre la base de la «cultura y experiencia» de los habitantes de Gaza. Esta reducción, si se implementase, Gisha, un grupo israelí de derechos humanos, dijo que, de hecho, el número de camiones que se permite entrar en Gaza fue inferior al estipulado en el cálculo. La ONU dijo que si la política pretendía limitar las importaciones de alimentos, iría en contra de los principios humanitarios. El organismo responsable del cálculo dijo que su intención era asegurar que no se produjera escasez, no para limitar las importaciones de alimentos. Los funcionarios israelíes reconocieron posteriormente que las restricciones fueron en parte destinadas a presionar a Hamás al dificultar la vida de los habitantes de Gaza.
Israel limitó la cantidad de carga que pueden transportar los camiones, aparentemente por razones de seguridad. En el pasado, no se permitía que la altura total de las mercancías apiladas en camiones superara los 1,2 metros. Sin embargo, las autoridades israelíes no explicaron por qué no utilizaron todo el potencial del escáner, donado por el gobierno holandés y calibrado de acuerdo con las especificaciones del ejército, que puede escanear a una altitud de 2 metros. En febrero de 2016, la altura permitida se incrementó a 1,5 metros.

## Cronología del bloqueo 2007-2010

La Franja de Gaza

### Junio de 2007 - enero de 2008
En junio de 2007, Hamás tomó el control de la Franja de Gaza y eliminó a los funcionarios de Fatah. Después de la batalla de Gaza, las sanciones establecidas después de la victoria electoral de Hamás en 2006 se ajustaron drásticamente. El tránsito de camiones, 12 000 por mes en 2005, se redujo a 2000 en noviembre de ese año, cuando en una medida adicional, en el contexto del lanzamiento de cohetes de Hamás y los ataques israelíes, los suministros de alimentos se redujeron a la mitad, se redujeron las importaciones de combustible y se restringió por último la moneda extranjera.
En respuesta a los violentos enfrentamientos, el presidente Abbas declaró el estado de emergencia y disolvió el gobierno de unidad nacional el 14 de junio. El primer ministro, Ismail Haniyeh, calificó esta decisión de «precipitada» y se comprometió a permanecer en el poder. Hamás ganó el control completo de la Franja de Gaza el 15 de junio, después de expulsar a Fatah.
Tras la toma de posesión, Egipto e Israel sellaron en gran parte sus cruces fronterizos con Gaza, alegando que Fatah había huido y ya no estaban proporcionando seguridad en el lado palestino.
En julio de 2007, los funcionarios israelíes declararon que habían planeado abrir el cruce de la frontera de Rafah para permitir el regreso de los palestinos varados, pero afirmaron que este plan había sido cancelado después de que Hamás amenazara con disparar a los refugiados.
Un artículo del Jerusalem Post mencionó las quejas de Hamás de que desde junio de 2008 la Autoridad Palestina ya no otorgaba pasaportes a los habitantes de Gaza, por lo que impide que decenas de miles de palestinos puedan viajar al extranjero.
Egipto, por temor a una propagación de la militancia al estilo de Hamás en su territorio, mantuvo su frontera con Gaza en gran parte sellada. Israel selló la frontera completamente el 17 de enero en respuesta a los ataques con cohetes contra el sur de Israel y los ataques de militantes palestinos en los puntos de cruce entre Israel y Gaza.
El gobierno egipcio temía también que Irán quisiera establecer una base en su territorio así como en Gaza a través de su representante Hezbolá después del complot de Hezbolá en Egipto en 2009.

### Violación de la frontera entre Gaza y Egipto en enero de 2008
El 22 de enero de 2008, los palestinos se enfrentaron con la policía egipcia frente a la frontera exigiendo que se abriera el cruce de Rafah. Los enfrentamientos incluyeron fuego real, y hubo lesiones en ambos lados. Cincuenta mujeres lograron cruzar, y la policía egipcia respondió con un cañón de agua. Llegaron otras fuerzas de seguridad egipcias, y lograron restablecer la calma y evitar que los palestinos cruzaran.
La ruptura de la frontera entre Gaza y Egipto comenzó el 23 de enero de 2008, después de que hombres armados en la Franja de Gaza desataran una explosión cerca del paso fronterizo de Rafah, destruyendo parte de la antigua barrera israelí de la Franja de Gaza. Las Naciones Unidas estimaron que casi la mitad de la población de la Franja de Gaza cruzó la frontera hacia Egipto en busca de alimentos y suministros. Israel dijo que los militantes habían explotado la brecha en el muro fronterizo para enviar hombres armados al Sinaí para infiltrarse en Israel a través de la frontera Sinaí-Israel. Al principio, las tropas egipcias permitieron cruzar pero no permitieron que los palestinos viajaran más lejos que El Arish. El 25 de enero, las fuerzas egipcias bloquearon casi todas las entradas ilegales.los puntos para detener el flujo de habitantes de Gaza y la policía antidisturbios de Egipto erigieron alambradas a lo largo de la frontera. Los palestinos usaron una excavadora para derribar la cerca y una vez más la traspasaron. La policía de la frontera egipcia comenzó a impedir que los palestinos cruzaran y selló el camino de Rafah a El Arish. El 28 de enero, las fuerzas de seguridad egipcias y los militantes de Hamás tendieron alambre de púas a través de una de las brechas, cerrándola. Los egipcios comenzaron a reparar una de las dos brechas restantes el 29 de enero y cerraron la frontera con la Franja de Gaza el 3 de febrero de 2008.

### Violencia a mediados de 2008
A mediados de 2008, Israel continuó inspeccionando toda la ayuda humanitaria para Gaza y entregando artículos aprobados a través de los puntos de cruce de Karni, Kerem Shalom, Erez y Sufa.
A lo largo de este período, Hamás lanzó incursiones contra estos puntos de cruce. El primero fue una infiltración del 9 de abril por cuatro combatientes de Hamás a través del cruce fronterizo de Kerem Shalom. Los cuatro combatientes atacaron una terminal en Nahal Oz que se utilizaba para entregar combustible a Gaza, matando a dos trabajadores. Tres de los combatientes fueron abatidos posteriormente por ataques israelíes mientras intentaban huir.
El 19 de abril, Hamás lanzó otro ataque contra un cruce de fronteras en las primeras horas de la mañana. Tres combatientes murieron en la operación, y trece soldados israelíes resultaron heridos.

### Junio 2008. Intento de suavizar las restricciones
Bajo un acuerdo de alto el fuego entre Israel y Hamás en junio de 2008, Israel acordó levantar su bloqueo de la Franja de Gaza. A solicitud de Egipto, Israel no siempre respondió a las violaciones de cese del fuego palestinas cerrando la frontera.
Israel acusó a Hamás de transportar armas a Gaza a través de túneles a Egipto, no pudo detener los ataques con cohetes y señaló que Hamás no continuaría negociando la liberación del rehén israelí Gilad Shalit, quien había sido detenido por Hamás desde 2006. La decisión de Hamás lo alienó del gobierno de Egipto, que había vinculado la apertura del cruce de la frontera entre Gaza y Egipto con la liberación de Shalit. En la etapa inicial del cese al fuego, los funcionarios israelíes habían declarado que habían encontrado «un cierto sentido de progreso» en la liberación de Shalit.
La ONU registró siete violaciones de las Fuerzas de Defensa de Israel (FDI) al alto el fuego entre el 20 y el 26 de junio, y tres violaciones por parte de grupos palestinos no afiliados a Hamás entre el 23 y el 26 de junio. El 18 de diciembre, las Brigadas Izz ad-Din al-Qassam, el ala militar de Hamás, reportaron 185 violaciones israelíes durante el período de calma. El Centro de Información sobre Inteligencia y Terrorismo reportó un total de 223 cohetes y 139 proyectiles de mortero disparados desde Gaza durante la calma, incluidos 20 cohetes y 18 proyectiles de mortero antes del 4 de noviembre. Señaló que «Hamas tuvo cuidado de mantener el alto el fuego» hasta el 4 de noviembre, cuando el alto el fuego fue «gravemente erosionado». El lanzamiento de cohetes disminuyó en un 98 por ciento en los cuatro meses y medio entre el 18 de junio y el 4 de noviembre, en comparación con los cuatro meses y medio anteriores al alto el fuego. Hamás negó la responsabilidad por el lanzamiento de cohetes durante la calma. Human Rights Watch informó que las fuerzas de seguridad de Hamás demostraron su capacidad para frenar el lanzamiento de cohetes, mientras que algunas personas detenidas por lanzamiento de cohetes fueron liberadas sin explicación alguna.
En agosto de 2008, los primeros intentos organizados por una ONG de violar el cierre marítimo de Israel de la Franja de Gaza ocurrieron cuando dos embarcaciones, que contenían activistas del Movimiento Libre de Gaza y el Movimiento de Solidaridad Internacional, navegaron desde Chipre hacia Gaza, llevando audífonos y globos. Los barcos llegaron a Gaza el 23 de agosto de 2008 después de que el gobierno israelí les permitiera el paso libre. Cuatro viajes más se llevaron a cabo desde octubre hasta diciembre de 2008, cuando los pasajeros fueron transportados a otro barco llamado «Dignidad», un yate de 66 pies de propiedad del Free Gaza Movement. El barco «Dignidad» fue embestido tres veces mientras navegaba en aguas internacionales por la Armada israelí y se infringió daños importantes.
El 28 de octubre de 2008, el Dignity, que llevaba 26 activistas y suministros médicos, atracó en un puerto de reparaciones sin interferencias. Israel inicialmente había decidido detener el barco, pero se tomó la decisión de dejarlo pasar justo antes de llegar a Gaza. El Dignity navegó a Gaza cuatro veces antes de ser atacado el 30 de diciembre de 2008 en aguas internacionales, mientras navegaba hacia Gaza para entregar medicamentos y ayuda médica.
En agosto de 2008, se informó que Israel que, a pesar del alto el fuego, todavía permitía muy pocos bienes. Un cable de WikiLeaks de la embajada de Estados Unidos en Tel Aviv con fecha del 3 de noviembre de 2008 reveló que Israel todavía mantenía la economía de la Franja de Gaza «al borde del colapso» sin «empujarla por el borde». El cable dijo que «los funcionarios israelíes han confirmado a los funcionarios de la Embajada en múltiples ocasiones que tienen la intención de mantener la economía de Gaza funcionando al nivel más bajo posible para evitar una crisis humanitaria».

### 2008-2009: guerra de Gaza y consecuencias

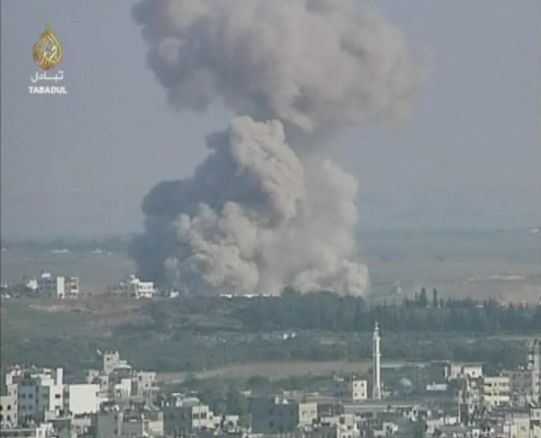
Una explosión causada por un ataque aéreo israelí en Gaza durante la Guerra de Gaza

En enero de 2009, después de la primera fase de la Guerra de Gaza, Israel dijo que permitiría cierta ayuda humanitaria, pero continuará su bloqueo económico para debilitar el poder de Hamás. En junio de 2009, en el segundo aniversario del bloqueo, 38 organizaciones de las Naciones Unidas y organizaciones no gubernamentales humanitarias emitieron un comunicado de prensa conjunto en el que pedían «acceso libre y sin inhibiciones para toda la asistencia humanitaria de conformidad con los acuerdos internacionales y de conformidad con Normas internacionales universalmente reconocidas de derechos humanos y derecho humanitario». A partir de julio de 2009, Israel dijo que estaba haciendo de los esfuerzos de ayuda humanitaria en Gaza una de sus principales prioridades. La cantidad de bienes que Israel permite ingresar a Gaza es una cuarta parte del flujo de prebloqueo.
Mark Regev, portavoz del primer ministro israelí Ehud Olmert, dijo: «Queremos asegurarnos de que la reconstrucción para los habitantes de Gaza no sea una reconstrucción para el régimen de Hamas». El portavoz del Departamento de Estado de EE. UU., Robert Wood, dijo el 25 de febrero que «la ayuda nunca debe usarse como un arma política. Intentaremos presionar para ingresar a Gaza la mayor cantidad de suministros posible».
El gabinete de Olmert había decidido, en marzo de 2009, que se permitiría el suministro de alimentos y suministros médicos a Gaza sin restricciones. Esto encontró la resistencia del Ministerio de Defensa de Israel, que controlaba los cruces fronterizos.

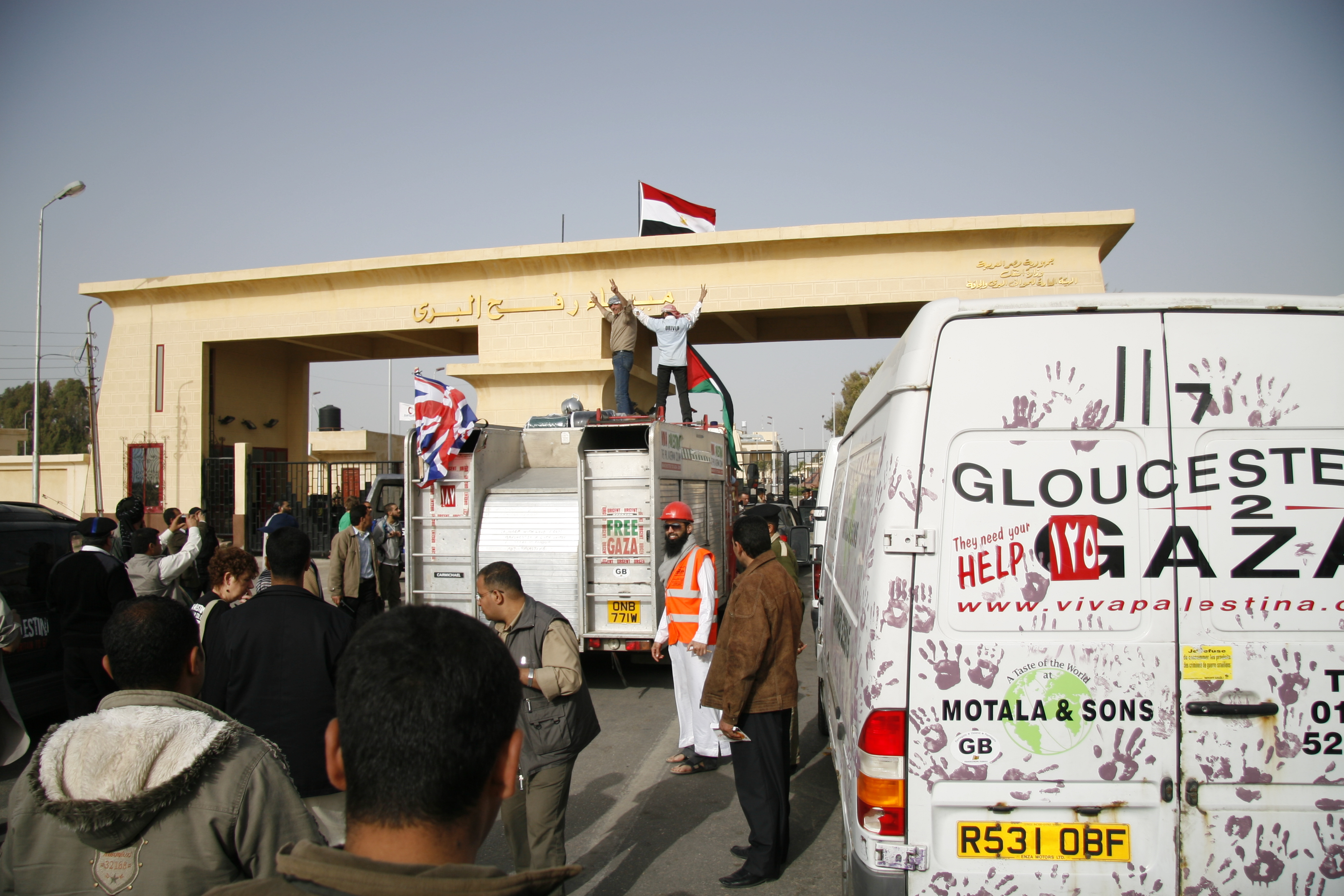
Paso fronterizo de Rafah: un convoy de ayuda británico que entró en la Franja de Gaza desde Egipto en 2009

Un portavoz militar israelí dijo que cada tema se decidía de manera individual y que los alimentos se dejaban pasar diariamente. Según la ONG Gisha, la cantidad de alimentos que ingresan a Gaza es desde mayo de 2009, aproximadamente el 25% de las cifras anteriores a junio de 2007. Un estudio de la ONU ha encontrado que las familias de Gaza comen menos comidas al día y dependen principalmente de carbohidratos como el arroz y la harina porque los alimentos con proteínas son caros o no están disponibles. Los huevos de pollo han duplicado su precio debido a la destrucción de los gallineros durante la Guerra de Gaza.

### Febrero 2009. Incidente Hamás-UNRWA
El 3 de febrero, el personal de la policía de Hamás confiscó 3500 mantas y más de 400 paquetes de alimentos de un centro de distribución de UNRWA. Al día siguiente, el Coordinador de Ayuda de Emergencia de la ONU exigió que la ayuda fuera devuelta inmediatamente. En otro incidente el 5 de febrero, Hamás incautó 200 toneladas de alimentos de los suministros de ayuda del OOPS. Al día siguiente, UNRWA suspendió sus actividades en Gaza. Hamás emitió una declaración en la que afirmaba que el incidente había sido un malentendido entre los conductores de los camiones y que se había resuelto mediante un contacto directo con el OOPS. El 9 de febrero, el OOPS levantó la suspensión del movimiento de sus suministros humanitarios a Gaza después de que las autoridades de Hamás devolvieron todos los suministros de ayuda confiscados.

### Junio de 2009. Flexibilización del bloqueo
En junio de 2009, se facilitó el bloqueo para permitir hummus procesado, pero no hummus con extras como piñones o setas.

### Mayo 2010 Incursión de la flotilla de Gaza
El 31 de mayo de 2010, la Armada israelí se apoderó de un convoy de ayuda de seis barcos conocidos como la «Flotilla de la Libertad de Gaza». con el objetivo de romper el bloqueo, transportando ayuda humanitaria y materiales de construcción. La flotilla había rechazado una solicitud israelí para cambiar el rumbo al puerto de Ashdod, donde el gobierno israelí había dicho que inspeccionaría la ayuda y entregaría, o permitiría que las organizaciones humanitarias entreguen, artículos aprobados por Israel a Gaza.

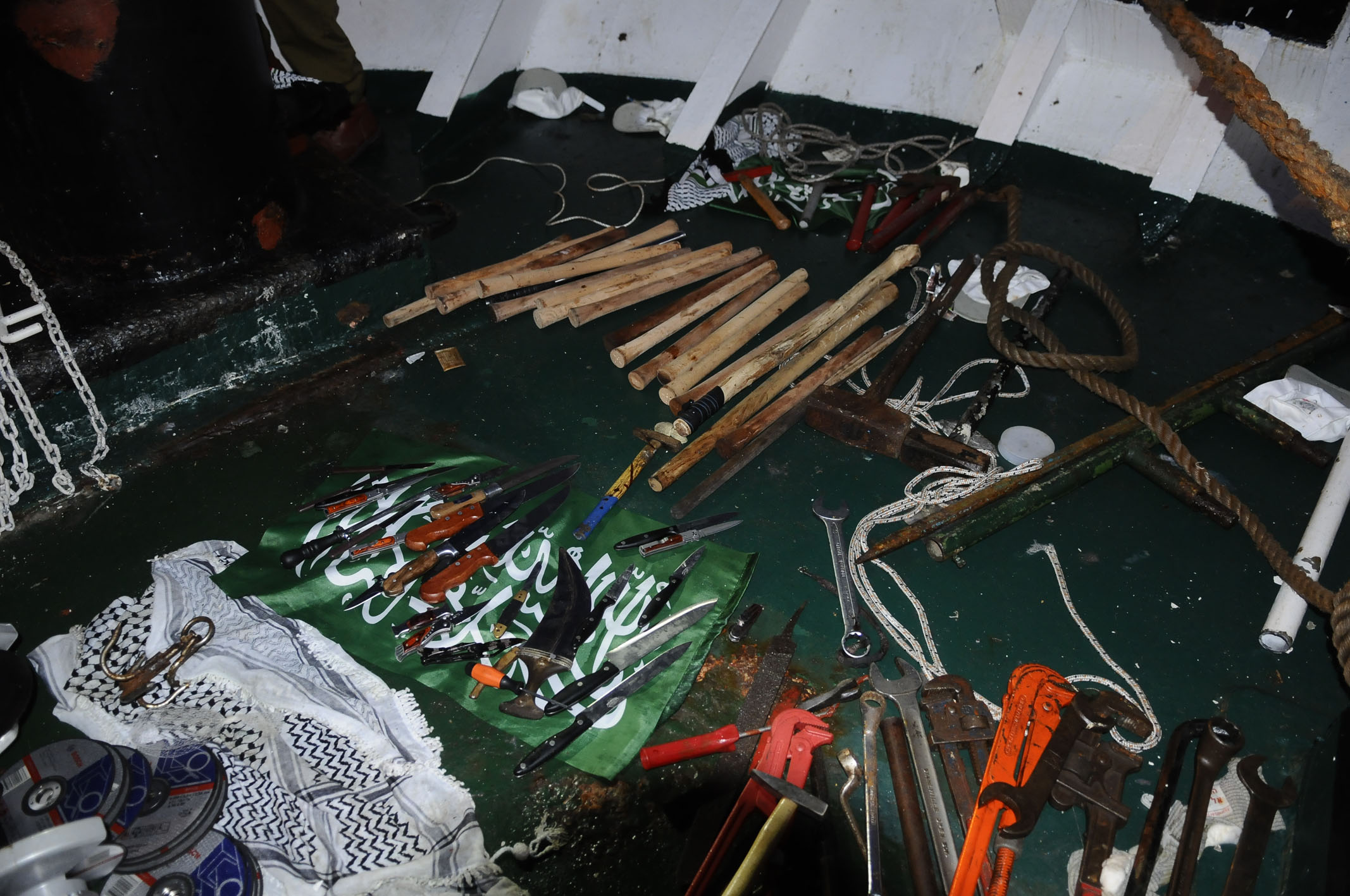
En la foto: cuchillos, llaves y palos de madera utilizados para atacar a los soldados durante el ataque a la flotilla de Gaza en 2010

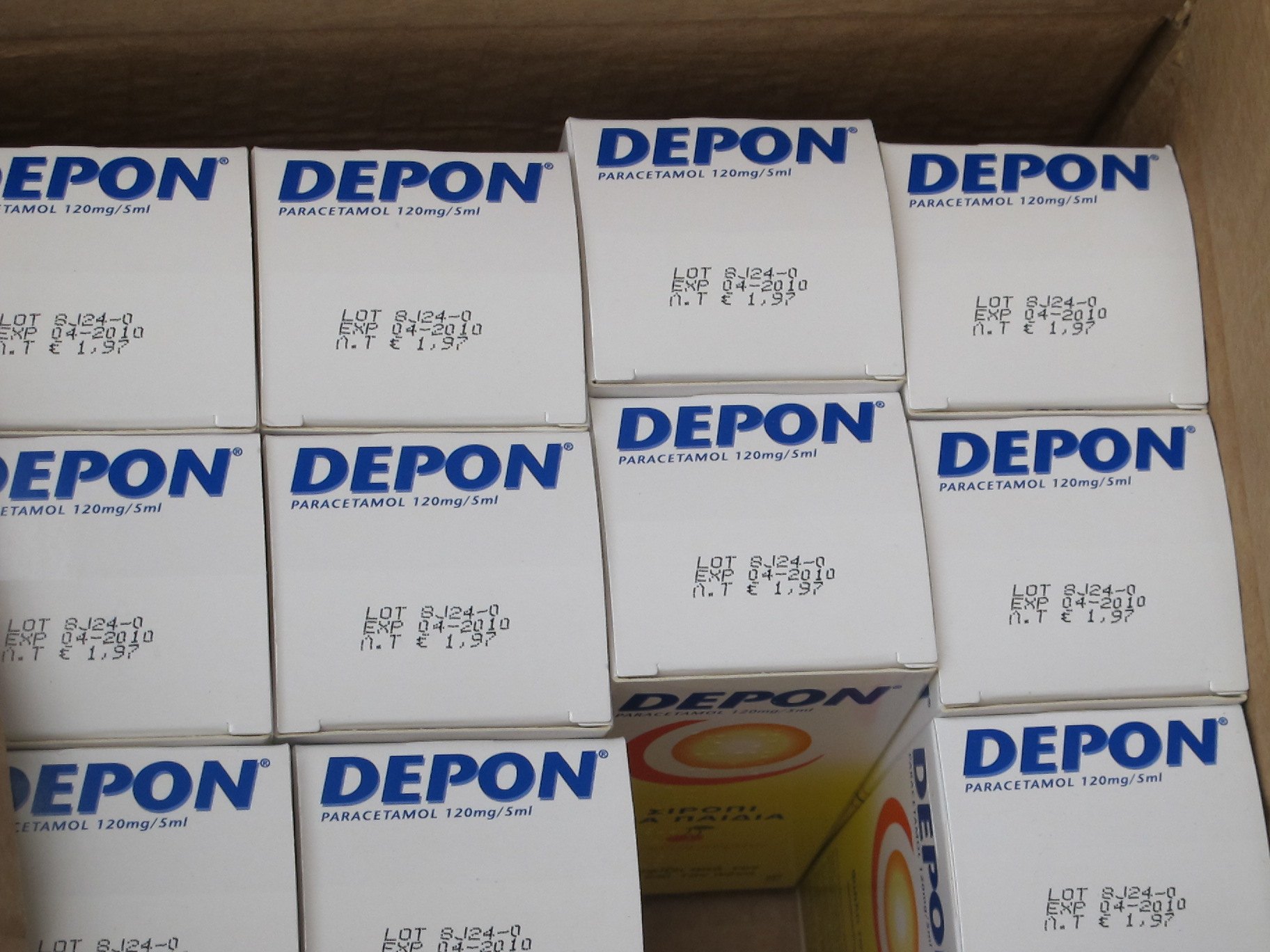
En la foto se pueden ver muchas cajas de medicamentos caducados que fueron entregados como ayuda por la flotilla de Gaza de 2010. Gran parte de la carga era así

Los comandos navales israelíes Shayetet 13 abordaron los barcos desde lanchas rápidas y helicópteros lanzados desde tres barcos de misiles, mientras que la flotilla todavía estaba en aguas internacionales. En el MV Mavi Marmara, la nave principal del convoy, los tripulantes atacaron y lograron capturar a tres soldados. Los soldados israelíes respondieron con balas de goma y disparos desde los soldados en los helicópteros y en el barco. Israel fue acusado de usar una fuerza desproporcionada con varias personas disparadas desde detrás. En otros barcos, los soldados se encontraron con una resistencia pasiva que fue fácilmente suprimida con técnicas no letales. Nueve comandos murieron y decenas resultaron heridos. Nueve soldados también resultaron heridos, dos de ellos de gravedad. Todos los barcos fueron incautados y remolcados a Ashdod mientras que los comandos fueron encarcelados en Israel y luego deportados a sus países de origen. La MV Rachel Corrie, una séptima nave que se había retrasado, zarpó de Malta el mismo día de la intercepción de la flotilla. Las naves israelíes siguieron al Rachel Corrie, y después de ignorar tres advertencias, los comandos israelíes abordaron el barco desde lanchas rápidas, arrestaron a la tripulación y la obligaron a navegar hacia Ashdod.

### Flotilla de la libertad II
Después de la redada de la flotilla en Gaza, una coalición de 22 ONG reunió en julio de 2011 una flotilla de 10 embarcaciones y 1000 activistas para romper el bloqueo.
Los buques atracaron en Grecia en preparación para el viaje a Gaza. Sin embargo, el gobierno griego anunció que no permitiría que los barcos salieran para Gaza, y la  Guardia Costera Helénica detuvo a tres barcos que intentaban evadir la prohibición de viajar y abandonar el puerto. El 7 de julio, la mayoría de los activistas se fueron a casa dejando solo unas pocas docenas para continuar la iniciativa. El 16 de julio, se le permitió salir del puerto al yate francés Dignite Al Karama después de informar a las autoridades griegas que su destino era Alejandría, en Egipto. En cambio, el yate se dirigió directamente a Gaza. La Armada israelí detuvo al Dignite Al Karama a unos 65 kilómetros de Gaza. Después de que se advirtió al barco y se negó a dar marcha atrás, fue rodeado por tres buques de guerra israelíes y abordado por los comandos de Shayetet 13, que lo tomaron. El barco fue llevado a Ashdod. En última instancia, la navegación de la Flotilla de la Libertad no tuvo lugar.

### Tercera Flotilla
El 4 de noviembre de 2011 la Armada israelí interceptó dos barcos que se dirigían hacia Gaza en una iniciativa privada para romper el bloqueo. Los comandos de Shayetet 13 abordaron las embarcaciones desde lanchas rápidas y las tomaron sin resistencia. Los buques fueron llevados al puerto de Ashdod.

## Junio de 2010. Flexibilización del bloqueo
Frente a las crecientes llamadas internacionales para aliviar o levantar su bloqueo en respuesta a la  redada de la flotilla de Gaza, Egipto e Israel redujeron las restricciones a partir de junio de 2010. Israel anunció que permitirá el ingreso de todos los bienes estrictamente civiles a Gaza mientras evitaría las armas y lo que designa como artículos de «doble uso» al ingresar en Gaza. Egipto abrió parcialmente el cruce de la frontera de Rafah de Egipto a Gaza, principalmente para personas, pero no para suministros, solamente para pasar de un lado a otro. La ONG Gisha Legal Center for Freedom of Movement informó en una publicación de julio de 2010. La ONG israelí Gisha Legal Center for Freedom of Movement informó en una publicación de julio de 2010 que Israel continuaba impidiendo el funcionamiento normal de la economía de Gaza. Israel seguía restringiendo severamente e impidiendo que las personas entren o salgan de Gaza de acuerdo con Gisha. La Oficina de Naciones Unidas para la Coordinación de Asuntos Humanitarios (UNOCHA) realizó una evaluación del impacto humanitario de la reducción del bloqueo en enero y febrero de 2011 y concluyó que no dieron como resultado una mejora de los medios de vida de las personas. El Banco Mundial estimó en 2015 que las pérdidas del PIB causadas por el bloqueo desde 2007 estaban por encima del 50%, e implicaron grandes pérdidas de bienestar.
El 1 de junio de 2010, el cruce fronterizo de Rafah de Egipto a Gaza se abrió parcialmente. El Ministerio de Relaciones Exteriores de Egipto había dejado en claro que el cruce permanecería abierto principalmente para que las personas, no para ayuda, pudieran pasar. Varios camiones de ayuda comenzaron a llegar a Gaza durante la mañana siguiente, incluidos algunos generadores eléctricos de la Media Luna Roja egipcia y cientos de habitantes de Gaza que habían estado viviendo en Egipto regresaron a sus hogares, aunque poco tráfico, humano o carga, fluyó desde Gaza a Egipto. El 3 de junio, el gerente del lado de Gaza del cruce de Rafah, Salameh Barakeh, explicó que el cruce estaba abierto para el traslado gratuito de pacientes, titulares de pasaportes extranjeros, personas con residencia en otros países, estudiantes e internacionales. Los funcionarios de la «Unión de Médicos Árabes» presentaron una solicitud a las autoridades egipcias el 3 de junio de 2010 para enviar 400 toneladas de alimentos, mantas, generadores eléctricos para hospitales y material de construcción de Egipto a Gaza, pero las autoridades egipcias rechazaron su solicitud sin una razón específica. Emad Gad, analista político del Centro Egipcio Al-Ahram para Estudios Políticos y Estratégicos, cree que el gobierno debería mantener bajo control la frontera de Rafah porque abrirla completamente podría permitir el contrabando de armas o transacciones financieras ilegales.
El 17 de junio de 2010, la Oficina del Primer Ministro de Israel anunció que el gabinete de seguridad de Israel había acordado relajar el bloqueo de Israel en la Franja de Gaza y emitió un comunicado de prensa en inglés según el cual se había tomado la decisión de aliviar el bloqueo. El texto en inglés dice: Se acordó liberalizar el sistema por el cual los bienes civiles ingresan a Gaza [y] ampliar la entrada de materiales para proyectos civiles que están bajo supervisión internacional. Sin embargo, no se tomó una decisión vinculante durante la reunión del gabinete, y un anuncio publicado en hebreo no mencionó ninguna de esas decisiones. La oficina del Primer Ministro dijo que pronto se celebraría una reunión y expresó la esperanza de que se tomará una decisión vinculante en ese momento.
El 20 de junio de 2010, el Gabinete de Seguridad de Israel aprobó un nuevo sistema que regía el bloqueo que permitiría que prácticamente todos los artículos no militares ingresaran a la Franja de Gaza. Según una declaración del gabinete, Israel ampliaría la transferencia de materiales de construcción designados para proyectos que han sido aprobados por la Autoridad Palestina, incluyendo escuelas, instituciones de salud, agua, saneamiento y más, así como (proyectos) que están bajo supervisión internacional. A pesar de la flexibilización del bloqueo por tierra, Israel anunció su intención de continuar inspeccionando todos los bienes con destino a Gaza por mar en el puerto de Ashdod. Internacionalmente, esta decisión recibió reacciones encontradas.

### Respuesta internacional para suavizar las restricciones
Tony Blair, quien dio la bienvenida a la decisión de Israel de aliviar las restricciones en nombre del  Cuarteto en el Medio Oriente, dijo que el Cuarteto, la ONU, Estados Unidos, la UE y Rusia, continuará las conversaciones con Israel «para desarrollar los principios». Al sugerir que «los elementos de la vida cotidiana, incluidos los materiales para la construcción de viviendas, la infraestructura y los servicios que la ONU ha pedido» deben permitirle ingresar a Gaza, afirmó que «la decisión de permitir alimentos y artículos para el hogar es un buen comienzo». Un portavoz del Secretario General de las Naciones Unidas declaró que se alentaría al Secretario General a que el gobierno israelí revise su política hacia Gaza. Añadió que las Naciones Unidas seguirían buscando un cambio fundamental en la política según lo acordado por el Cuarteto. El portavoz de Hamás, Sami Abu Zuhri, dijo que la decisión de Israel habría sido diseñada para «embellecer» el bloqueo y engañar a la opinión pública.
Un portavoz de la Oficina de Relaciones Exteriores del Reino Unido dijo: «Es bueno que Israel esté considerando seriamente la resolución de estos problemas, pero se necesita más trabajo. Necesitamos ver los pasos adicionales aún por anunciar». Los funcionarios de la U.E. también dijeron que estaban decepcionados por la decisión. El ministro alemán de Cooperación Económica y Desarrollo, Dirk Niebel, dijo que el anuncio israelí «no fue suficiente». Durante una visita al país, Niebel tenía la intención de visitar una planta de tratamiento de aguas residuales financiada con ayuda alemana para el desarrollo, pero Israel le negó la entrada a la Franja de Gaza. Comentó que el gobierno israelí a veces «no le facilitaría a sus amigos explicar por qué se comporta como lo hace». Un portavoz del Ministerio de Relaciones Exteriores de Israel respondió que Israel se habría visto obligado a permitir el ingreso de cualquier otro ministro europeo si hubiera permitido a Niebel visitar la Franja de Gaza, confiriendo así una legitimidad adicional al gobierno de Hamás.
Chris Gunness de UNRWA criticó la acción de Israel para aliviar el bloqueo por no ser adecuado, diciendo que «incluso si el bloqueo se alivia, sigue siendo ilegal según el derecho internacional, ya que es una forma colectiva de castigo para una población civil. El ochenta por ciento de la población de Gaza es dependiente de la ayuda. Permitir más ayuda es perpetuar esta dependencia y no abordar el problema de la autosuficiencia o las causas fundamentales de la crisis. Lo que no se ha abordado con la facilitación del cierre son los problemas de las exportaciones, así como la limitada número de cruces abiertos para facilitar el flujo de mercancías. La Operación Plomo Fundido destruyó al menos 60 000 casas y estructuras que necesitan ser reparadas y reconstruidas con urgencia. La flexibilización del bloqueo no está abordando esto adecuadamente».
Maxwell Gaylard, Coordinador Especial y Humanitario Adjunto de la ONU para Medio Oriente también criticó a Israel, diciendo que «Permitir la mayonesa y las patatas fritas en Gaza es realmente irrelevante para tratar los problemas subyacentes. Lo que necesitamos ver es una mejora en el agua, el saneamiento de Gaza. La red eléctrica, los sectores de educación y salud. La economía de Gaza está hecha pedazos y su infraestructura es extremadamente frágil».

### Nueva política de bloqueo por parte de Israel
El 20 de junio de 2010, el Gabinete de Seguridad de Israel aprobó un nuevo sistema que rige el bloqueo que permitiría que prácticamente todos los artículos no militares o de doble uso ingresen a la Franja de Gaza. Según una declaración del gabinete, Israel «ampliaría la transferencia de materiales de construcción designados para proyectos que han sido aprobados por la Autoridad Palestina, incluyendo escuelas, instituciones de salud, agua, saneamiento y más, así como (proyectos) que están bajo supervisión internacional». A pesar de la flexibilización del bloqueo por tierra, Israel continuará inspeccionando todos los bienes con destino a Gaza por mar en el puerto de Ashdod.
El primer ministro israelí, Benjamin Netanyahu, dijo que la decisión le permitió a Israel centrarse en problemas de seguridad reales y eliminaría «la principal reclamación de propaganda de Hamas» y que fortalecería el caso para mantener el bloqueo marítimo en su lugar. También dijo que la decisión habría sido coordinada con los Estados Unidos y con Tony Blair, el representante del Cuarteto para el Medio Oriente. Blair consideró la decisión como un «paso muy importante», pero agregó que la decisión debe implementarse. En una declaración, el Cuarteto dijo que la situación seguía siendo «insostenible e inaceptable» y sostuvo que se necesitaba con urgencia una solución a largo plazo. El OOPS pidió un levantamiento completo del bloqueo de Gaza, expresando su preocupación de que la nueva política continuaría limitando la capacidad de Gaza para desarrollarse por su cuenta. La representante de la Unión Europea para la política exterior, Catherine Ashton, dio la bienvenida a la decisión. Llamó al paso «una mejora significativa» y expresó la expectativa de que las medidas surtan efecto lo antes posible, y agregó que «queda mucho trabajo por hacer».
El gobierno de Estados Unidos acogió con satisfacción la decisión, expresando la creencia de que la relajación mejoraría significativamente las vidas de los residentes de la Franja de Gaza y evitaría el contrabando de armas. Expresó su intención de contribuir a un esfuerzo internacional para «explorar formas adicionales de mejorar la situación en Gaza, incluida una mayor libertad de movimiento y comercio entre Gaza y Cisjordania». Hamás rechazó las medidas como triviales y de «propaganda mediática» y exigió un levantamiento completo del bloqueo, incluida la eliminación de todas las restricciones a la importación de material de construcción. Miembro árabe israelí de la Knesset Hanin Zoabi comentó que la flexibilización del bloqueo probaría que «no es un bloqueo de seguridad, sino uno político, y agregó que la flotilla logró socavar la legitimidad del bloqueo».
En 2010 los Estados Unidos, las Naciones Unidas, la Unión Europea y Rusia consultaron conjuntamente con Israel, la Autoridad Palestina y Egipto sobre medidas adicionales, descritas por el Departamento de Estado de los Estados Unidos como un «cambio fundamental en la política» hacia la Franja de Gaza.

### Propuesta Lieberman
En julio de 2010, el ministro de Relaciones Exteriores de Israel, Avigdor Lieberman, propuso una iniciativa para transferir la responsabilidad total sobre la Franja de Gaza a la comunidad internacional. Anunció que planeaba discutir la idea, que fue etiquetada como «iniciativa personal», con la ministra de Relaciones Exteriores de la UE, Catherine Ashton.
Lieberman propuso que se envíen unidades de la Legión Extranjera Francesa y unidades de comando de los Estados miembros de la UE para asegurar los cruces fronterizos de Gaza para prevenir el contrabando de armas, y que se selle la frontera con Israel. Los buques que se sometieron a inspecciones en Chipre o Grecia podrían atracar en Gaza y descargar cargamentos humanitarios. La UE ayudaría a mejorar y construir infraestructura civil, y Gaza se convertiría en una entidad totalmente independiente.

### Evaluación del impacto humanitario
En enero y febrero de 2011, la Oficina de Naciones Unidas para la Coordinación de Asuntos Humanitarios (OCHA) realizó una evaluación de los efectos de las medidas para aliviar las restricciones de acceso. Llegaron a la conclusión de que no resultaron en una mejora significativa en los medios de vida de las personas.
Encontraron que una reactivación limitada del sector privado se debió a la mayor disponibilidad de bienes de consumo y algunas materias primas, pero el «carácter fundamental de las restricciones restantes» y los efectos de tres años de bloqueo estricto impidieron una mejora significativa en los medios de vida. Aunque la tasa de desempleo en Gaza cayó del 39,3% al 37,4% en el segundo semestre de 2010, hubo un aumento significativo en los precios de los alimentos. Hubo poca o ninguna mejora en las tasas de inseguridad alimentaria en Gaza que continuó afectando al 52% de la población. Pocas de las 40 000 unidades de vivienda necesarias para reemplazar las viviendas perdidas durante la Operación Plomo Fundido y para el crecimiento de la población natural se podría construir como resultado de las restricciones en curso a la importación de materiales de construcción. La aprobación de más de 100 proyectos financiados por organizaciones internacionales destinadas a mejorar el «extremadamente deteriorado» agua y saneamiento, educación y servicios de salud, siguió a la flexibilización del bloqueo. La implementación de estos proyectos se retrasó por el proceso de aprobación de ingreso de materiales y la apertura limitada del cruce de Karni. OCHA encontró que no había mejorado la calidad de los servicios prestados a la población de la Franja de Gaza como resultado de los proyectos realizados hasta el momento. No hubo un aumento significativo en el número de permisos de salida otorgados por Israel para permitir el acceso al mundo exterior, incluidas otras partes de los territorios palestinos. Los permisos continuaron siendo emitidos por Israel solo en forma excepcional con 106-114 por día durante la segunda mitad de 2010. OCHA describió la medida de Egipto para operar regularmente su cruce con Gaza para categorías especiales de personas como una «mejora significativa, aunque limitada».
Llegaron a la conclusión de que la flexibilización de las restricciones era «un paso en la dirección correcta», pero pidieron a Israel que aboliera completamente el bloqueo, incluida la eliminación de las restricciones a la importación de materiales de construcción y las exportaciones de bienes, y que levantara la prohibición general del movimiento de personas entre Gaza y Cisjordania a través de Israel para cumplir con lo que describieron como obligaciones humanitarias internacionales y de derechos humanos.
Según la Organización Mundial de la Salud, la escasez de medicamentos y equipos esenciales ha sido el principal obstáculo para brindar atención médica adecuada en la Franja de Gaza desde el conflicto de 2012. Los hospitales de Gaza tenían una escasez de más del 50% de los «consumibles médicos» incluso antes del conflicto. Los trabajadores de algunos hospitales informaron que tenían que esterilizar y reutilizar equipos de un solo uso debido a la falta de elementos críticos. Los hospitales palestinos son incapaces de satisfacer las necesidades de sus pacientes debido al subdesarrollo económico y al rigor variable del bloqueo israelí. Según B'Tselem, el bloqueo, que no solo restringe el acceso de los habitantes de Gaza a Israel, sino también la comunicación entre Gaza y Cisjordania, ha negado a los pescadores de Gaza el acceso al 85% de las aguas a las que se les había garantizado.
Durante el Conflicto Israel-Gaza de 2014, 108 000 personas fueron desplazadas, la mayoría de las cuales aún viven en campamentos de refugiados de la UNWRA o en refugios improvisados inadecuados. 28 escuelas, numerosos pozos y otras infraestructuras civiles importantes, como las principales plantas de alcantarillado y electricidad, fueron destruidas durante la Operación Margen Protector. Desde entonces, el paso de más de 2000 camiones de materiales para reconstrucción fue permitidos en Gaza, pero según una estimación de la ONU, serían necesarios 735 camiones por día, durante tres años, para reconstruir toda la infraestructura dañada.

## Mayor flexibilización (2011-2013)
Después de la Revolución egipcia de 2011, Egipto abrió por algún tiempo el cruce fronterizo de Rafah de forma permanente a partir del 28 de mayo de 2011. Un número limitado de mujeres de todas las edades y hombres de menos de 18 años y mayores de 40 años pudieron ingresar a Egipto sin visado aunque todavía hay severas restricciones al movimiento de personal y bienes desde y hacia Gaza. En 2012, Egipto comenzó a suministrar combustible a la Franja de Gaza, para ayudar a aliviar una prolongada crisis de combustible derivada de una disputa entre Egipto y el gobierno de Hamás en Gaza sobre si Gaza puede comerciar con Egipto abiertamente, o solo a través de Israel.
En 2013, Israel facilitó su regulación sobre la entrada de material de construcción en Gaza. El reglamento fue un intento de reducir los disparos de cohetes en el sur.
Antes de una visita a Gaza, programada para abril de 2013, el Primer Ministro de Turquía, Recep Tayyip Erdoğan, le explicó al diario turco Hürriyet que el cumplimiento de las tres condiciones por parte de Israel era necesario para que las relaciones amistosas se reanudaran entre Turquía e Israel: una disculpa por el ataque (el Primer Ministro Netanyahu había enviado una disculpa a Erdogan por teléfono el 22 de marzo de 2013, la indemnización a las familias afectadas por la redada y el levantamiento del bloqueo de Gaza por parte de Israel. El primer ministro turco también explicó en la entrevista de Hürriyet, en relación con la visita a Gaza de abril de 2013, «supervisaremos la situación para ver si se cumplen o no las promesas». Al mismo tiempo, Netanyahu afirmó que Israel solo consideraría explorar la eliminación del bloqueo de Gaza si se logra la paz («tranquilidad») en el área.

## Bloqueo por tierra
La Hermandad Musulmana en el parlamento egipcio deseaba abrir el comercio a través de la frontera con Gaza en 2012, una medida que se dice fue resistida por el gobierno de Tantawi de Egipto.

### Bienes bloqueados
Según el Failing Gaza, Amnistía Internacional y otras organizaciones informaron que el cemento, el vidrio, el acero, el betún, la madera, la pintura, las puertas, los tubos de plástico, los tubos de metal, las barras de refuerzo de metal, el agregado, los generadores, los cables de alto voltaje y los postes de madera del telégrafo eran «materiales de reconstrucción de alta prioridad» actualmente sin entrada o con una entrada muy limitada en Gaza a través de cruces oficiales. Un informe de 2009 de la ONU por Kevin M. Cahill llamó a las restricciones draconianas, y dijo que los esfuerzos de reconstrucción estaban siendo socavados por la negativa de Israel a permitir la importación de acero, cemento o vidrio, entre otros materiales de construcción, pasta, pasta de tomate y jugo, así como baterías para audífonos para niños sordos. Dijo que a pesar de las restricciones, el OOPS había podido proporcionar un suministro de alimentos básicos a más de un millón de refugiados en la Franja de Gaza. Añadió que «visitó una estación de comida donde cientos de personas desplazadas esperaban para recoger sus escasos alimentos de arroz, azúcar, lentejas y aceite de cocina. Si bien este programa puede salvar a las personas de la inanición, es una dieta que no impide el nivel más alto de anemia en la región, con tasas alarmantes de retraso del crecimiento infantil debido a una nutrición inadecuada».
Los palestinos que negociaron el alto el fuego de 2008 creían que el comercio en Gaza debía restablecerse a los niveles anteriores al retiro de Israel en 2005 y la victoria electoral de Hamás. La política israelí vinculó la flexibilización del bloqueo al éxito en la reducción del lanzamiento de cohetes. Israel permitió un aumento del 20% en mercancías transportadas en camiones a Gaza en el período previo al alto el fuego, de 70 a 90 camiones por día, que incluyen no solo suministros humanitarios sino también ropa, zapatos, refrigeradores y materiales de construcción. Los suministros de combustible aumentaron de 55 MW a 65 MW. Noticias de la BBC informó el 11 de noviembre que Gaza estaba recibiendo solo el 28% de la cantidad de bienes comercializados antes de la toma de posesión de Hamás.
Durante el período de un mes, del 4 de noviembre al 8 de diciembre, aproximadamente 700 camiones cargados de mercancías fueron a Gaza, lo que representa aproximadamente 1/40 del comercio estimado previo al bloqueo.
Israel declaró que las importaciones de alimentos en la Franja estaban limitadas por su incapacidad para operar en los puestos de control fronterizos. Acusó a Hamás de exacerbar la escasez de combustible por las principales huelgas sindicales de los trabajadores de las centrales eléctricas. También ha acusado a Hamás de financiar el sistema de salud de Gaza, y luego culpar a Israel de la situación a pesar del supuesto comercio libre de suministros médicos. Los envíos de suministros médicos permitidos caducaban debido al largo proceso requerido para el paso a través de los cruces fronterizos, lo que requiere su destrucción. Israel afirma que las restricciones de viaje a los habitantes de Gaza son necesarias para proteger la seguridad nacional, citando los casos de tres habitantes de Gaza que afirmaron que requerían atención médica en Israel pero que de hecho estaban planeando ataques en Israel.

### Túneles

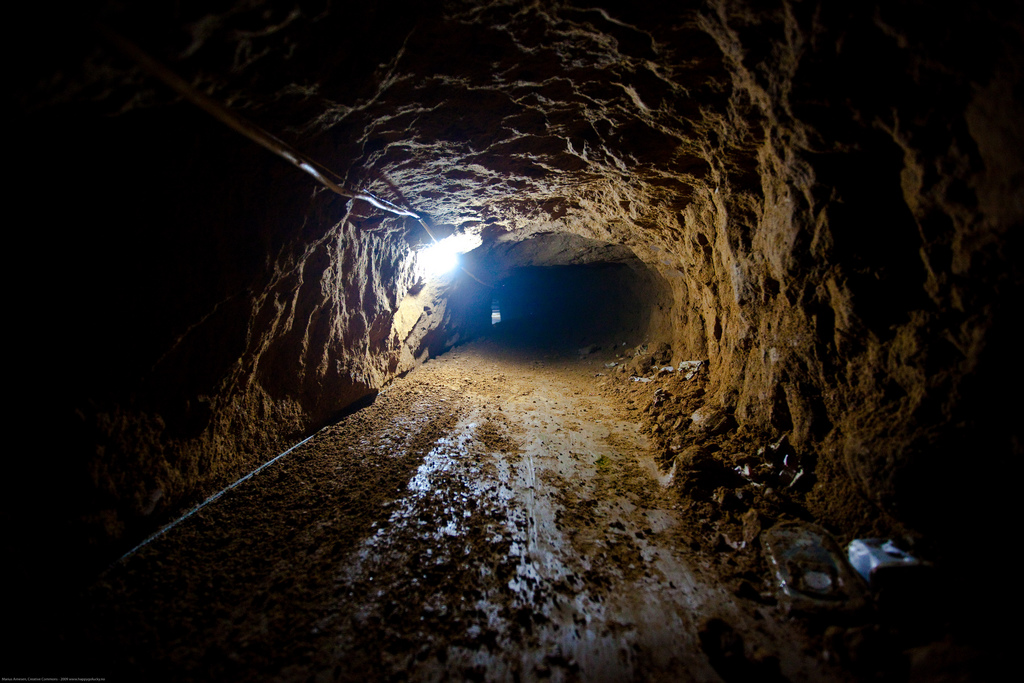
Túnel de contrabando en Rafah, 2009

Los túneles se encuentran principalmente en Rafah, en la frontera de la Franja de Gaza y Egipto. Los túneles conectan la ciudad egipcia de Rafah con el campamento de refugiados palestinos de Rafah. Como resultado del bloqueo, estos túneles se han convertido en una arteria de suministro vital para Gaza.
Los túneles se utilizan para diversos fines. Se han utilizado para transportar personas (dentro y fuera) y materiales comerciales como medicamentos, alimentos y ropa, cigarrillos, alcohol y partes de vehículos a Gaza. También se usan para el contrabando de armas ilegales (incluidos cohetes, morteros y explosivos) a los militantes de Gaza. A menudo, los autos se cortan en cuatro partes, se transportan y se vuelven a ensamblar en Gaza. Antes del festival islámico, Aíd al-Adha, se utilizaron para transportar ganado vivo.
Según un operador de túneles, Israel bombardeaba túneles desde el aire, mientras que Egipto bombeaba gases y agua venenosos o detonaba explosivos para destruir los túneles. Durante la guerra de Gaza, Israel destruyó la mayoría de los túneles, reduciendo su número de 3000 a 150 a fines de 2009. Egipto estaba construyendo una barrera de acero subterránea para evitar la elusión del bloqueo a través de los túneles.
La ONU estima que el desempleo ha aumentado del 32,5% en septiembre a alrededor del 40 por ciento. Además de las personas empleadas directamente por los túneles, la escasez de materiales ha detenido la mayoría de los proyectos de construcción en Gaza y ha dejado a muchos desempleados.
Tras el golpe de Estado egipcio de 2013, el ejército de Egipto ha destruido la mayoría de los 1200 túneles que se utilizan para el contrabando de alimentos, armas y otros bienes a Gaza. Después de la masacre de Rabaa en Egipto en agosto de 2013, el cruce de la frontera se cerró 'indefinidamente'.

#### Zona de amortiguamiento
En octubre de 2014, días después de un ataque en el que murieron 33 soldados egipcios, Egipto anunció que podría crear una zona de amortiguamiento entre Rafah palestino y Rafah egipcio, donde se cree que están la mayoría de los túneles. El ancho inicial de la zona de amortiguamiento fue de 500 metros, pero el 18 de noviembre de 2014, Egipto dijo que lo expandiría a 1 km. El 29 de diciembre de 2014, la zona de amortiguamiento se extendió nuevamente a 5 km.
Las autoridades egipcias comenzaron a implementar la «fase dos» en el aplanamiento de grandes franjas de Rafah, donde viven más de 2000 familias, y la ampliación de la zona de amortiguamiento entre la ciudad fronteriza de Egipto y la Franja de Gaza. Según los informes de Egipto, la segunda fase consiste en destruir todo lo que está en pie a través de 500 metros adicionales de la zona fronteriza, además de los 500 metros que ya se habían despejado hace varios meses.

### Efectos del bloqueo de la tierra en Gaza
Ha habido varios informes y estudios que analizan el efecto del bloqueo en Gaza.
En julio de 2008, un informe de UNRWA sobre la situación en Gaza declaró que «el número de hogares en Gaza por debajo del umbral de pobreza de consumo siguió creciendo, alcanzando el 51.8 por ciento en 2007, desde el 50.7 por ciento en 2006». En el mismo año, un estudio de la Oficina Palestina de Estadísticas concluyó que el 80% de las familias en Gaza vivían por debajo del umbral de la pobreza. Una evaluación de la Organización Mundial de la Salud realizada en 2009 afirmó que el nivel de anemia en los bebés (9 a 12 meses) era muy alto, alrededor del 65%, mientras que un informe de la encuesta sobre seguridad socioeconómica y seguridad alimentaria afirmaba que el 61% de los habitantes de Gaza eran alimentados deforma inseguro y dependiente de la ayuda humanitaria. De los que padecen inseguridad alimentaria, el 65% son niños menores de 18 años. Por último, un informe de la Red Europea de Agencias de Desarrollo para la Implementación (EUNIDA) señala que, debido a la zona de amortiguamiento de seguridad impuesta alrededor de Gaza como parte del bloqueo, a partir de junio de 2009, el 46% de las tierras agrícolas era inaccesible o estaba fuera de producción.
El 14 de junio de 2010, el Comité Internacional de la Cruz Roja observó que la creciente escasez de artículos ha provocado un aumento en el costo de los bienes, mientras que la calidad ha disminuido. También hay «una crisis eléctrica aguda», donde los suministros de electricidad se «interrumpen durante un promedio de siete horas al día». Como consecuencia, señalan que los servicios públicos, especialmente los servicios de salud, han sufrido, lo que representa «un grave riesgo para el tratamiento de los pacientes». Además, el equipo médico es difícil de reparar y el personal médico no puede irse para obtener más capacitación. Por último, el CICR observa que el saneamiento está sufriendo porque los proyectos de construcción carecen del equipo necesario o el equipo es de mala calidad. Solo el 60% de la población está conectada a un sistema de recolección de aguas fecales por alcantarillado, mientras que el resto contamina el acuífero de Gaza. Como resultado, el agua es en gran parte «no apta para el consumo».
Un informe del Programa de las Naciones Unidas para el Desarrollo del 25 de mayo de 2010 indicaba que, como resultado del bloqueo, la mayor parte de la industria manufacturera de Gaza había cerrado y el desempleo se estimaba en un 40%, una disminución con respecto a los años anteriores. El bloqueo también ha impedido la construcción muy necesaria, y señala que «casi ninguna de las 3425 casas destruidas durante la Operación Plomo Fundido ha sido reconstruida, desplazando a unas 20 000 personas». Menos del 20% «del valor de los daños a las instalaciones educativas ha sido reparado», solo «la mitad de los daños a la red eléctrica han sido reparados», «no se ha realizado ninguna reparación a la infraestructura de transporte», «un cuarto de las tierras agrícolas dañadas han sido rehabilitadas y solo el 40% de las empresas privadas han sido reparadas».
Un informe de agosto de 2012 del OOPSreport sobre los efectos del bloqueo y las tendencias generales en Gaza pronosticó que el crecimiento de la población de la región superaría los desarrollos en infraestructura económica. En su comunicado de prensa, el coordinador humanitario de la ONU, Maxwell Gaylard, dijo: «Gaza tendrá medio millón de personas más para 2020, mientras que su economía crecerá lentamente. En consecuencia, la población de Gaza tendrá más dificultades para obtener suficiente agua potable y electricidad, o enviando a sus hijos a la escuela».
Un informe de la ONU OCHA 2015 afirmó que «las restricciones de acceso a largo plazo impuestas por Israel han socavado la economía de Gaza, lo que ha generado altos niveles de desempleo, inseguridad alimentaria y dependencia de la ayuda», y que «las restricciones israelíes a la importación de materiales y equipos de construcción básicos se han deteriorado significativamente la calidad de los servicios básicos, e impiden la reconstrucción y reparación de viviendas».

## Efectos económicos
Tras la implementación del bloqueo, Israel detuvo todas las exportaciones de la Franja de Gaza. La organización israelí de derechos humanos Gisha, el Centro Legal para la Libertad de Movimiento, obtuvo un documento del gobierno israelí que dice: Un país tiene derecho a decidir que elige no participar en relaciones económicas o brindar asistencia económica a la otra parte en el conflicto, o que desea operar usando «guerra económica» . Sari Bashi, el director de Gisha, dijo que esto demostraba que Israel no estaba imponiendo su bloqueo por los motivos declarados de una medida de seguridad para evitar que las armas entren a Gaza, sino como un castigo colectivo para la población palestina de Gaza.
En noviembre de 2010, el gobierno israelí permitió que Gaza reanudara las exportaciones agrícolas al tiempo que prohibía las exportaciones industriales. Poco después, los agricultores de Gaza comenzaron a exportar fresas, pimientos, claveles y tomates cherry. Las exportaciones viajaban a Europa a través de Israel, e Israel luego transfería el dinero a las cooperativas agrícolas, que a su vez pagaban a los agricultores palestinos. Las exportaciones se llevaron a cabo con la ayuda de los Países Bajos, que fue supervisada por el establecimiento de defensa israelí.
Se estima que en noviembre, menos de 20 000 litros de combustible por semana entraron a Gaza a través de los túneles, en comparación con casi un millón de litros por día hasta junio de 2013. La central eléctrica de Gaza (GPP), que hasta hace poco suministraba el 30 por ciento de la electricidad disponible en Gaza, ha dependido exclusivamente del diésel egipcio que se pasa de contrabando a través de los túneles desde principios de 2011. El 1 de noviembre, después de agotar sus reservas de combustible, el GPP se vio obligado a cerrar, lo que provocó cortes de energía de hasta 16 horas al día, hasta entonces solo de 8-12 horas.
El Banco Mundial estimó en 2015 que las pérdidas del PIB causadas por el bloqueo desde 2007 estaban por encima del 50% y ocasionaron grandes pérdidas de bienestar. El sector manufacturero de Gaza, una vez significativo, se redujo hasta en un 60 por ciento en términos reales, debido a las guerras de los últimos 20 años y el bloqueo. Las exportaciones de Gaza prácticamente desaparecieron desde la imposición del bloqueo de 2007. Afirmó que «se deben encontrar soluciones para permitir una entrada más rápida de materiales de construcción en Gaza», al mismo tiempo que se tienen en cuenta las «preocupaciones legítimas de seguridad de los países vecinos».

### Bloqueo naval
La marina israelí impone un bloqueo marítimo del puerto de Gaza y la costa. En 2010, el presidente palestino, Mahmoud Abbas, declaró que se oponía a levantar el bloqueo naval de la Franja de Gaza porque esto reforzaría a Hamás. Egipto también apoyó esta posición.
Bajo el Acuerdos de Oslo II, las actividades de la Policía Naval Palestina estaban restringidas a 6 millas náuticas (11 km) de la costa. Según el Acuerdo de Gaza-Jericó de 1994, que no se implementó, la pesca palestina debía permitirse hasta 20 millas náuticas (37 km) mar adentro. En 2007, los pescadores restringidos de Israel viajan a 6 millas náuticas (11 km) costa afuera. Las autoridades israelíes dijeron que las restricciones eran necesarias debido a incidentes pasados de palestinos que usaban barcos de pesca para el contrabando y los ataques. Las patrulleras israelíes patrullan regularmente la costa de Gaza y disparan a los barcos pesqueros palestinos que van más allá de la distancia permitida desde la costa. En julio de 2018, Israel restringió aún más el espacio de pesca de Gaza a 3 millas náuticas (5,6 km).
Israel interceptó una serie de embarcaciones que intentaban llevar suministros a Gaza, alegando que pueden proporcionar bienes que pueden usarse para construir armas. Una misión humanitaria organizada por el Movimiento Free Gaza, con Cynthia McKinney y Mairead Maguire a bordo, fue interceptada por Israel ya que intentaba navegar a Gaza. Fueron deportados, pero los suministros se enviaron posteriormente a Gaza por tierra en un camión.
El 29 de abril de 2014, el Arca de Gaza, un barco que se está convirtiendo en un bote de pesca para transportar carga a Europa, fue hundido por una explosión después de una advertencia telefónica al guardia, quien resultó ileso. Los organizadores del proyecto sospechan que las fuerzas de Israel son responsables.
En el año 2016, fue abordado por el ejército israelí en aguas internacionales, el barco Al Zaitoune, cuyas tripulantes y pasajeras eran todas mujeres. Entre las pasajeras iba la española Sandra Barrilaro de Rumbo a Gaza que pertenece a la coalición Flotilla de la Libertad..
En el año 2018, fueron abordados también en aguas internacionales los barcos europeos Al Awda y Freedom. LLevaban 114 cajas de material sanitario y el barco Al Awda, antiguo pesquero noruego que también iba a ser donado a los pescadores gazatíes, fueron requisados por Israel y nunca entregados a los palestinos.
Entre el 2000 y el 2018, el Centro Al Mezan para los Derechos Humanos documentó 1283 ataques contra pescadores palestinos, incluyendo 1192 incidentes de disparos que causaron la muerte de 8 pescadores y heridos otros 134 pescadores. Durante estos asaltos, 656 pescadores fueron detenidos y 209 embarcaciones fueron confiscadas.

#### Efecto en la industria pesquera
El bloqueo marítimo ha causado daños a la industria pesquera de Gaza.
La Oficina de Coordinación de Asuntos Humanitarios de las Naciones Unidas ha estimado que los pescadores de Gaza necesitan viajar al menos 12 a 15 millas náuticas desde la costa para capturar bancos más grandes, y las sardinas en particular están a 6 millas náuticas (11 km) de la costa. Los bajíos más cercanos a la costa se han agotado. La captura total previa al bloqueo en 1999 fue de casi 4000 toneladas, que se redujo a 2700 toneladas en 2008. En los años 90, la industria pesquera de Gaza valía $ 10 millones anuales o el 4% del total de la economía palestina; esto se redujo a la mitad entre 2001 y 2006. 45 000 palestinos estaban empleados en la industria pesquera, empleados en trabajos como la captura de peces, la reparación de redes y la venta de pescado. El pescado también proporcionaba proteínas animales muy necesarias para la dieta de los habitantes de Gaza.
El Comité Internacional de la Cruz Roja también observa que «el 90% de los 4000 pescadores de Gaza ahora se consideran pobres, con un ingreso mensual de entre US $ 100 y US $ 190, o muy pobres pues ganan menos de US $ 100 por mes, un aumento de 50% en 2008». Se dice que Nezar Ayyash, jefe del sindicato de pescadores de Gaza, dijo que fue arrestado y que su barco confiscado varias veces. Según el Sindicato de Pescadores Palestinos, hay 3800 pescadores registrados en la Franja de Gaza y solamente 2000 de ellos están trabajando actualmente como resultado de restricciones, ataques constantes y el costo creciente del equipo de pesca.

## Restricciones energéticas
Israel suministraba casi todo el combustible líquido de Gaza y aproximadamente la mitad de su electricidad, mientras que la única central eléctrica de Gaza funciona con diésel crudo suministrado por Israel. A fines de octubre de 2007, en respuesta al persistente lanzamiento de cohetes en el sur de Israel, el Gabinete de Seguridad de Israel decidió reducir las exportaciones de diésel a Gaza en un 15% y las de gasolina en un 10%, y realizar cortes eléctricos selectivos durante 15 minutos después de un ataque con cohetes. Según los funcionarios israelíes, el flujo de energía a los hospitales y los envíos israelíes de diésel crudo a la única central eléctrica de Gaza no se verían afectados. El gobierno israelí argumentó que estos recortes de energía limitados son una forma no violenta de protestar contra los ataques con cohetes de Hamás.
Al día siguiente, el fiscal general de Israel, Menachem Mazuz, suspendió los cortes de electricidad y la Corte Suprema de Israel otorgó al gobierno tres días para justificar su política de cortes de energía.
El 1 de diciembre de 2007, el Tribunal Supremo israelí dictaminó que los cortes de electricidad eran ilegales y ordenó al ejército israelí que los detuviera al día siguiente. Sin embargo, en su fallo, el tribunal permitió a Israel continuar reduciendo sus envíos de diésel y gasolina a Gaza.

## Control del espacio aéreo de Gaza
Los acuerdos de paz interinos de los Acuerdos de Oslo entre la Autoridad Palestina e Israel especifican el control de seguridad israelí sobre el espacio aéreo de Gaza y las aguas costeras. El espacio aéreo de Gaza está controlado por radar. Los aviones no tripulados de vigilancia aérea patrullan regularmente, hay vuelos regulares de aviones de combate israelíes y un globo de vigilancia está atado cerca del cruce de Erez.

## Análisis legales
El bloqueo ha sido criticado por el exsecretario general de la ONU, Ban Ki-moon, el Consejo de Derechos Humanos de las Naciones Unidas (CDH) y otras organizaciones de derechos humanos.
El Comité Internacional de la Cruz Roja (CICR) es el guardián del derecho internacional humanitario, la ley aplicable en situaciones de conflicto armado. Esta función especial del CICR está ahora oficialmente reconocida en los Estatutos del Movimiento Internacional de la Cruz Roja y de la Media Luna Roja, que han sido adoptados tanto por los componentes del Movimiento como por los Estados parte en los Convenios de Ginebra, es decir, prácticamente todos los estados del mundo. El artículo 5.º de los Estatutos establece que la función del CICR es «asumir las tareas que le incumben en virtud de los Convenios de Ginebra, trabajar por la aplicación fiel del derecho internacional humanitario aplicable en los conflictos armados y conocer cualquier queja basada en presuntas infracciones a dicha ley (artículo 5.2c)», El CICR calificó el bloqueo israelí de Gaza como «castigo colectivo» en violación del derecho internacional humanitario. En 2010, también calificó el bloqueo de una violación de los Convenios de Ginebra y pidió su levantamiento.
Estas opiniones están respaldadas por otros análisis legales. Un análisis de la Universidad de California en el Colegio de Leyes de Hastings registró:

Según el derecho internacional consuetudinario, un bloqueo es un acto de guerra. Se emplea para cortar las comunicaciones y los suministros de un enemigo. Si bien el concepto moderno se extiende más allá de sus raíces marítimas originales y exclusivas para incluir tanto bloqueos terrestres como tecnológicos, la característica consistente es que el propósito de un bloqueo ha sido privar a un adversario militar de los suministros necesarios. Un beligerante que impone un bloqueo a una región formada por una población civil debe permitir el libre paso de los envíos de socorro a la población civil. De hecho, la legalidad de un bloqueo en virtud del derecho internacional consuetudinario se basa en el requisito de que la ayuda a la población civil se encuentre en libertad.

Las razones citadas para la negativa de Israel a permitir el paso de necesidades básicas son insostenibles. Israel afirmó que sus restricciones eran necesarias para presionar a los funcionarios de Hamas para detener o impedir sustancialmente el lanzamiento de cohetes al sur de Israel. Sin embargo, no existe una relación razonable entre privar a los civiles de Gaza de artículos de subsistencia y la supresión de los lanzamientos de cohetes de Hamas contra ciudades israelíes. Los deberes de Israel de las «personas protegidas» como ocupantes de la Franja de Gaza según el Artículo 55 del Cuarto Convenio de Ginebra requieren que permita el paso de toda ayuda, alimentos y agua dada la gravedad de la crisis humanitaria. El bloqueo parece haber violado claramente esta disposición de la ley de ocupación.
El bloqueo de Israel, que por el lanzamiento de la Operación Plomo Fundido había persistido durante dieciocho meses, violó el derecho internacional en otro sentido. Según el artículo 33 del Cuarto Convenio de Ginebra: «Ninguna persona protegida puede ser castigada por un delito que no haya cometido personalmente. Se prohíben las sanciones colectivas y también todas las medidas de intimidación o terrorismo ... contra personas protegidas y sus bienes». Este artículo prohíbe el uso del castigo colectivo de personas protegidas, cuya violación constituye crímenes de guerra. Las «personas protegidas son personas civiles que se encuentran, en caso de conflicto u ocupación, en manos de una potencia de la que no son nacionales».

Para reiterar: Israel instituyó el bloqueo contra la Franja de Gaza no en respuesta a un ataque violento, sino en respuesta a la ascensión de Hamas a la autoridad exclusiva en la Franja de Gaza, y antes en respuesta a la victoria de Hamas en las elecciones palestinas de 2006. Israel, en resumen, participó en un acto de guerra contra un pueblo ocupado y violó sus obligaciones legales con ellos mucho antes de que comenzara la Operación Plomo Fundido.

El Centro de Derecho Internacional Humanitario Internacional de Diaconía señaló que:

... según lo estipulado por los Reglamentos de La Haya (1899/1907), un territorio se considera ocupado cuando se coloca bajo el control efectivo de un ejército hostil. La Franja de Gaza permanece bajo una ocupación beligerante mientras Israel continúa reteniendo el control efectivo sobre aspectos significativos de la vida civil en la Franja de Gaza a diario, así como ejerciendo directamente ciertos elementos del control gubernamental sobre el territorio y la población de la Franja de Gaza. Mientras Israel mantenga un control efectivo sobre la Franja de Gaza, debe cumplir plenamente con sus obligaciones según el DIH y el DIH, como la potencia ocupante. Esto incluye proporcionar el bienestar de la población palestina ocupada en él. 

## Reacciones

### Israel
Desde 2005, Israel afirmaba que terminó su ocupación de Gaza cuando se retiró de la franja costera en 2005. Después del plan de retirada unilateral de Israel de la Franja de Gaza, Israel ya no tiene tropas estacionadas dentro de Gaza. Israel ha mantenido el control sobre el espacio aéreo y la costa de Gaza, y sobre su propia frontera con el territorio. Egipto tiene el control de su frontera con Gaza. Israel y Egipto también controlan el flujo de bienes dentro y fuera. Israel controla las importaciones de combustible a Gaza, y también controla la mayoría de la electricidad utilizada en Gaza (aproximadamente el 60%), que suministra desde la red eléctrica israelí. Ha habido una serie de ataques por parte de las fuerzas terrestres israelíes, como el conflicto entre Israel y Gaza de 2008-2009, así como ataques con cohetes contra Israel y ataques transfronterizos por parte de grupos militantes de Gaza contra las tropas israelíes.
En septiembre de 2007, citando una intensificación de los ataques con cohetes Qassam, Israel restringió la transferencia de electricidad, combustible y otros suministros a Gaza. Israel declaró que el propósito del bloqueo era presionar a Hamás para que pusiera fin a los ataques con cohetes y privarlos de los suministros necesarios para la continuación de los ataques con cohetes. Israel sostiene que no es legalmente responsable de Gaza más allá de lo necesario para evitar una crisis humanitaria.
Un informe del Servicio de Investigación del Congreso de los EE. UU. Afirmó que «Si bien hay opiniones diferentes en Israel con respecto al bloqueo de Gaza ... la mayoría de los israelíes equipara la seguridad con la supervivencia y la paz. Los líderes de Israel parecen creer que el bloqueo de la Franja de Gaza [entre otras medidas de seguridad y disuasión] ha provocado un silencio. ... A la fecha del incidente de la flotilla de Gaza, ningún israelí había muerto en un ataque terrorista o con cohetes en más de un año. Por lo tanto, el gobierno israelí se muestra reacio a abandonar la táctica de bloqueo ... desde su perspectiva».
El primer ministro israelí, Benjamin Netanyahu, sostuvo que el bloqueo es necesario para evitar que las armas lleguen a Gaza. Dijo: «Es nuestra obligación, así como nuestro derecho conforme al derecho internacional y al sentido común, evitar que estas armas entren por aire, mar y tierra». Refiriéndose a la flotilla de Gaza, agregó, «si se hubiera violado el bloqueo, esta flotilla habría sido seguida por decenas, por cientos de barcos. La cantidad de armas que se pueden transportar a bordo de un barco es totalmente diferente de lo que vimos pasar los túneles». Argumentó que las consecuencias del fracaso de Israel para mantener el bloqueo serían «un puerto iraní en Gaza, a solo unas docenas de kilómetros de Tel Aviv y Jerusalén».
Un documento del gobierno israelí declaró,
Un país tiene el derecho de decidir que opta por no participar en relaciones económicas o prestar asistencia económica a la otra parte en el conflicto, o que desea operar utilizando la «guerra económica».
Un portavoz del gobierno israelí agregó en 2010 que el bloqueo tiene la intención de lograr un objetivo político y que Israel «no podría levantar el embargo por completo mientras Hamas mantenga el control» de Gaza. Hablando en 2006, Dov Weisglass, asesor del primer ministro israelí Ehud Olmert, dijo supuestamente que «la idea es poner a los palestinos a dieta, pero no hacer que mueran de hambre». Aunque esta cita es ampliamente divulgada, la cita original parece haber sido: «Es como una cita con un dietista. Los palestinos adelgazarán mucho, pero no morirán». Weisglass ha negado este informe.
Según los cables diplomáticos de los Estados Unidos obtenidos por la organización WikiLeaks, los israelíes informaron a los diplomáticos de la embajada de los Estados Unidos en Tel Aviv sobre el bloqueo de la Franja de Gaza. Uno de los cables afirma que «como parte de su plan general de embargo contra Gaza, los funcionarios israelíes han confirmado (...) en múltiples ocasiones que tienen la intención de mantener a la economía de Gaza al borde del colapso sin que la haya superado».

### Egipto
El argumento de Egipto es que no puede abrir el cruce de Rafah a menos que la Autoridad Palestina encabezada por Mahmoud Abbas controle el cruce y haya observadores internacionales presentes. El ministro de Relaciones Exteriores de Egipto, Ahmed Aboul Gheit, dijo que Hamás quiere que se abra la frontera porque representaría el reconocimiento egipcio del control del grupo sobre Gaza. «Por supuesto, esto es algo que no podemos hacer», dijo, «porque socavaría la legitimidad de la Autoridad Palestina y consagraría la división entre Gaza y Cisjordania».
Según Sharif Elmusa, profesor asociado de ciencias políticas en la American University en El Cairo, Israel quiere que Gaza se desvanezca en Egipto. Las autoridades egipcias están decididas a evitar abrir el cruce de Rafah sin poner fin al asedio israelí, que en última instancia serviría al objetivo de Israel de desplazar el problema de Gaza a Egipto. En segundo lugar, a El Cairo le preocupa que, bajo el gobierno de Hamás, la violencia pueda extenderse al Sinaí y amenazar el turismo, dejando a Egipto vulnerable a las acusaciones estadounidenses e israelíes de luchar de manera ineficaz contra el terrorismo.
Luego de los eventos de la redada de la flotilla de Gaza en mayo de 2010, luego de que Egipto abrió sus fronteras con Gaza, se informó que el expresidente egipcio Hosni Mubarak estaba atrapado entre la necesidad de apaciguar la creciente ira pública por las acciones de Israel y la necesidad de mantener su estrecha relación. con Israel Esta amistad era necesaria para asegurar más de $ 2 mil millones de ayuda estadounidense anualmente, dinero del cual muchos analistas creen que dependía del antiguo régimen de Mubarak.
Mientras Israel sostiene que el bloqueo es necesario para prevenir el contrabando de armas en Gaza, Egipto argumenta que es necesario para evitar el contrabando de ellas desde Gaza hacia el Sinaí.
En el conflicto Israel-Gaza de 2014, Israel afirmó que se descubrieron más de 30 túneles subterráneos de ataque bajo la frontera Israel-Gaza, que son utilizados por los militantes para infiltrarse en Israel. También afirmó que más de 600 000 toneladas de cemento requeridas para construir los túneles fueron originalmente designadas para ayuda humanitaria y desviadas.

### Estados Unidos
Aunque Estados Unidos apoya oficialmente el bloqueo, la secretaria de Estado Hillary Clinton se reunió con el ministro de Defensa israelí, Ehud Barak, en febrero de 2010, y lo instó a aliviar el bloqueo. Estados Unidos ha estado presionando a Israel para que alivie las restricciones en Gaza. Hablando sobre el ataque a la flotilla de Gaza, que tuvo lugar el 31 de mayo de 2010, Clinton declaró que «la situación en Gaza es insostenible e inaceptable». En lo que respecta a la inminente segunda flotilla de Gaza, Clinton ha declarado que «la flotilla de Gaza no es necesaria ni útil». En junio de 2010, Clinton dijo que las necesidades humanitarias en el área controlada por Hamás deben satisfacerse junto con las preocupaciones legítimas de seguridad israelí.

### Naciones Unidas
El 24 de enero de 2008, el Consejo de Derechos Humanos de las Naciones Unidas emitió un comunicado pidiendo a Israel que levante su sitio en la Franja de Gaza, permita el suministro continuo de alimentos, combustible y medicamentos, y reabra los cruces fronterizos.. Según el Jerusalem Post, esta fue la decimoquinta vez en menos de dos años que el consejo condenó a Israel por su historial de derechos humanos con respecto a los territorios palestinos. Los procedimientos fueron boicoteados por Israel y los Estados Unidos. Antes de esto, el subsecretario general de la ONU para Asuntos Humanitarios, John Holmes, describimos el bloqueo como «castigo colectivo», diciendo: «Todos entendemos los problemas de seguridad y la necesidad de responder a eso, pero el castigo colectivo de la gente de Gaza no es, creemos, la forma adecuada de hacerlo».
El 15 de diciembre de 2008, tras una declaración en la que describió el embargo de Gaza como un crimen de lesa humanidad, el relator especial de las Naciones Unidas, Richard A. Falk, fue impedido de ingresar a los territorios palestinos por las autoridades israelíes y expulsado de la región. El embajador israelí en las Naciones Unidas, Itzhak Levanon, dijo que el mandato del Relator Especial era «desesperadamente desequilibrador», «redundante en el mejor de los casos y malicioso en el peor».
En agosto de 2009, la jefa de derechos humanos de la ONU, Navi Pillay, criticó a Israel por el bloqueo en un informe de 34 páginas, calificándolo de violación de las reglas de la guerra.
En marzo de 2010, el secretario general de las Naciones Unidas, Ban Ki-moon, declaró que el bloqueo de Gaza está causando «sufrimientos inaceptables» y que las familias vivían en «condiciones inaceptables e insostenibles».
Una misión de investigación de la ONU en septiembre de 2009 dirigida por el juez sudafricano Richard Goldstone (el informe Goldstone) concluyó que el bloqueo posiblemente fue un crimen contra la humanidad y recomendó que el asunto se remita a la Corte Penal Internacional si la situación no ha mejorado en seis meses.
En mayo de 2010, la Oficina de Coordinación de Asuntos Humanitarios de la ONU declaró que la economía formal en Gaza se ha derrumbado desde la imposición del bloqueo. También declararon que las «restricciones impuestas a la población civil por el bloqueo continuo de la Franja de Gaza equivalen a un castigo colectivo, una violación del derecho internacional humanitario».
En junio de 2010, el enviado de las Naciones Unidas a Medio Oriente y el ex primer ministro del Reino Unido, Tony Blair, declaró que «la política de Gaza es contraproducente y lo que [Israel] debería estar haciendo es permitir que los materiales reconstruyan sus hogares, saneamiento, electricidad y agua». «Los sistemas y permiten que los negocios florezcan. Tampoco dañamos la posición de Hamas dañando a las personas en Gaza. Las personas se ven perjudicadas cuando la calidad del servicio es deficiente y la gente no puede trabajar». También pidió a Hamás que detenga el «terrorismo que sale de Gaza». En el mismo mes, Robert Serry, enviado especial de la ONU para el proceso de paz en Medio Oriente, también dijo que «la crisis de la flotilla es el último síntoma de una política fallida. La situación en Gaza es insostenible y la política actual es inaceptable y contraproducente, y requiere una estrategia diferente, más positiva. El cierre y el bloqueo de la Franja de Gaza deben llegar a su fin. Ahora hay un consenso internacional bien recibido sobre Gaza». En el informe Palmer de septiembre de 2011, el comité de investigación de la ONU para la Flotilla a Gaza de 2010 dijo que el bloqueo naval de Israel contra Gaza es legal según el derecho internacional. Más tarde, ese mismo mes, cinco expertos independientes de derechos de la ONU que informaron al Consejo de Derechos Humanos de la ONU rechazaron esa conclusión, diciendo que el bloqueo había sometido a los palestinos en Gaza a un castigo colectivo en «flagrante violación del derecho internacional humanitario y de los derechos humanos».

### Unión Europea
En mayo de 2011, la comisaría de la U.E. de Ayuda Humanitaria, Kristalina Georgieva dijo que la Unión Europea y las Naciones Unidas «piden la apertura inmediata, sostenida e incondicional de los pasos para el flujo de ayuda humanitaria, mercancías y personas». Después de que ella y la subsecretaria general de Asuntos Humanitarios y Ayuda de Emergencia de la ONU, Valerie Amos, se reunió en Tel Aviv con el ministro de Defensa israelí, Ehud Barak. Luego dijo en una entrevista con Ynet que ella cree que la «crisis humanitaria ... fue creada artificialmente debido al bloqueo», pero agregó que la idea de una flotilla no es la acción correcta a tomar: «No estamos a favor de los intentos de ayudar a las personas de esta manera...».

### Turquía
El primer ministro turco, Recep Tayyip Erdoğan hizo duros comentarios contra el bloqueo, especialmente después del ataque a la flotilla de Gaza. Erdoğan planteó la posibilidad de intentar romper por la fuerza el bloqueo enviando a la Armada turca a escoltar cualquier futura flotilla o intentando visitar Gaza por sí mismo. El gobierno turco dejó en claro que se opone al bloqueo y lo considera ilegal, y antes de la redada de la flotilla, emitió una demanda por un paso seguro. Sin embargo, el ministro de Relaciones Exteriores turco, Ahmet Davutoğlu, dijo que Turquía estaba dispuesta a normalizar las relaciones con Israel si levantaba el bloqueo. Tras la flexibilización del bloqueo por parte de Israel, el Ministerio de Relaciones Exteriores de Turquía lo calificó como «un paso positivo pero insuficiente» y dijo que «Turquía considera que el bloqueo inhumano de Israel contra Gaza representa una amenaza para la paz y la estabilidad regionales y considera que el bloqueo debe eliminarse por completo».

### Irlanda
Después de visitar Gaza en marzo de 2010, el ministro de Relaciones Exteriores irlandés, Micheál Martin, describió el bloqueo israelí de la Gaza gobernada por los palestinos como «inhumano e inaceptable» e instó a la Unión Europea y otros países a aumentar la presión sobre Israel para que levante el bloqueo. Michael Martin fue el primer ministro de Asuntos Exteriores de la UE en entrar en Gaza en más de un año. Dijo que todo lo que se está logrando a través del bloqueo es «enriquecer a Hamas y marginar aún más las voces de la moderación».

### Reino Unido
David Cameron, el primer ministro del Reino Unido, durante las preguntas del primer ministro, declaró que «Amigos de Israel, y me considero un amigo de Israel, deberían decirles a los israelíes que el bloqueo en realidad fortalece el control de Hamas sobre la economía y sobre Gaza y es en su propio interés levantarlo y permitir que estos suministros vitales lleguen a su fin ... Debemos hacer todo lo que podamos a través de la ONU, donde la resolución 1860 es absolutamente clara sobre la necesidad de poner fin al bloqueo y abrir Gaza». En julio de 2010, Cameron llamó a Israel para relajar el bloqueo. Dijo «los bienes y las personas humanitarias deben fluir en ambas direcciones. Gaza no puede y no debe permitirse que siga siendo un campo de prisioneros». En respuesta, Ephraim Sneh, exministro israelí, dijo: «Cameron tiene razón: Gaza es un campo de prisioneros, pero quienes controlan la prisión son Hamas. Estoy totalmente en contra de los dobles estándares de una nación que lucha contra los talibanes». pero está mostrando su solidaridad con sus hermanos, Hamás.
Nick Clegg, el vice primer ministro del Reino Unido que habló después de la redada de la flotilla de Gaza, criticó el bloqueo diciendo: «Entonces, los acontecimientos de las últimas 24/48 horas lo confirman en mi mente, como lo hacen si escuchan lo que escucharon William Hague y David Cameron han hecho y todos en el gobierno, la opinión de que el bloqueo a Gaza no es sostenible ni sostenible en su forma actual». También comentó que «si necesitáramos una confirmación sobre el bloqueo injustificado e insostenible de Gaza, se nos recordó de la noche a la mañana la necesidad de levantar este bloqueo. Lo que está sucediendo en Gaza es una catástrofe humanitaria. Si bien, por supuesto, Israel tiene todo el derecho para defenderse a sí mismo ya sus ciudadanos del ataque, ahora debemos avanzar hacia el levantamiento del bloqueo de Gaza tan pronto como sea posible».
William Hague, el secretario de Relaciones Exteriores, dijo en un discurso preparado ante la Cámara de los Comunes que el bloqueo de Gaza era «inaceptable e insostenible», y que fue «la opinión del gobierno británico, incluido el gobierno anterior, la de las restricciones en Gaza deberían alzarse una opinión confirmada en la resolución 1860 del consejo de seguridad de las Naciones Unidas que pidiera la entrega sostenida de ayuda humanitaria y que pedía a los estados aliviar la situación humanitaria y económica», y que «las actuales restricciones israelíes son contraproducentes para la seguridad a largo plazo de Israel».
La líder laborista interina Harriet Harman también declaró que «este bloqueo debe terminar».

### Organizaciones humanitarias
Human Rights Watch sostiene que Israel sigue siendo una potencia ocupante y es responsable de Gaza en virtud del Cuarto Convenio de Ginebra de 1949, que busca proteger a la población civil.
Amnistía Internacional dijo que «el bloqueo constituye un castigo colectivo en virtud del derecho internacional y debe levantarse de inmediato» y que, como potencia ocupante, Israel tiene el deber en virtud del derecho internacional de garantizar el bienestar de los habitantes de Gaza, incluidos sus derechos a la salud, la educación, Alimentación y vivienda adecuada.
El 7 de marzo de 2008, varios grupos de ayuda internacional, entre ellos Amnistía Internacional, CARE International UK y Oxfam, emitieron un informe que decía que la situación humanitaria en la Franja de Gaza era más grave que en cualquier otro momento desde el inicio de la ocupación israelí en 1967. Mientras criticaban a los militantes palestinos que lanzaban cohetes desde Gaza a Israel y reconocían que «Israel tiene el derecho y la obligación de proteger a sus ciudadanos», dijeron que como «potencia ocupante en Gaza» también tiene el deber legal de garantizar que los civiles de Gaza tengan acceso a alimentos, agua potable, electricidad y asistencia médica. Instaron a Israel a levantar el bloqueo, caracterizándolo como un castigo colectivo contra los 1,5 millones de residentes del territorio.
Según el Comité Internacional de la Cruz Roja, «las dificultades que enfrentan los 1,5 millones de habitantes de Gaza no pueden abordarse con ayuda humanitaria. La única solución sostenible es levantar el cierre». El CICR también se ha referido al bloqueo como «un castigo colectivo impuesto en clara violación de las obligaciones de Israel en virtud del derecho internacional humanitario».
En mayo de 2015, el Monitor Euromediterráneo de Derechos Humanos emitió un informe sobre la situación en Gaza 9 meses después del conflicto de 2014 entre Israel y Gaza. El informe se refirió a que la continuidad del bloqueo de Gaza fue sobre el costo del socorro, la recuperación y la reconstrucción debido a la guerra del verano pasado, que alcanzó los $ 4 mil millones, ya que los donantes internacionales prometieron $ 3,5 mil millones para la reconstrucción de Gaza, solo $ 954 millones se habían desembolsado a principios de abril. El informe también arrojó luz sobre las crisis financieras del OOPS que amenazaron la estabilidad de su operación en Gaza, que probablemente afecte aún más la situación humanitaria en la Franja de Gaza. El informe acusó a las autoridades egipcias de unirse a Israel que imponía el sitio de Gaza. Según el informe, Egipto había cerrado el cruce de Rafah el 66% del tiempo en 2014, 100 días desde principios de 2015 hasta mayo del mismo año. Como la atención del mundo se ha desplazado a otros temas apremiantes, el informe advirtió que, si la comunidad internacional no asume sus responsabilidades, Gaza estallará en otra guerra. El Monitor Euromediterráneo de Derechos Humanos pide a la comunidad internacional que tome medidas prácticas para poner fin al bloqueo de Gaza. El monitor también llamó al gobierno egipcio para abrir el cruce de Rafah, sin ninguna restricción. Finalmente, el monitor pidió Apoyo al llamado palestino para un puerto marítimo comercial en Gaza que garantice la libre importación y exportación de bienes y viajes privados internacionales. El Monitor Euromediterráneo de Derechos Humanos pide a la comunidad internacional que tome medidas prácticas para poner fin al bloqueo de Gaza. El monitor también llamó al gobierno egipcio para abrir el cruce de Rafah, sin ninguna restricción. Finalmente, el monitor pidió Apoyo al llamado palestino para un puerto marítimo comercial en Gaza que garantice la libre importación y exportación de bienes y viajes privados internacionales. El Monitor Euromediterráneo de Derechos Humanos pide a la comunidad internacional que tome medidas prácticas para poner fin al bloqueo de Gaza. El monitor también llamó al gobierno egipcio para abrir el cruce de Rafah, sin ninguna restricción. Finalmente, el monitor pidió Apoyo al llamado palestino para un puerto marítimo comercial en Gaza que garantice la libre importación y exportación de bienes y viajes privados internacionales.

### Organizaciones no gubernamentales
Justus Weiner y Avi Bell, de la JCPA, dijeron que las acciones de combate y el bloqueo de Israel no pueden considerarse un castigo colectivo. Citan el Artículo 75 (4) (b) del Protocolo I Adicional a los Convenios de Ginebra del 12 de agosto de 1949, que dice que la prohibición del castigo colectivo prohíbe la imposición de sanciones de tipo penal a individuos o grupos sobre la base de la culpa de otra persona, o la comisión de actos que de otro modo violarían las reglas de distinción y/o proporcionalidad. Según Weiner y Bell, el bloqueo «no implica la imposición de sanciones de tipo criminal o la violación de las reglas de distinción y proporcionalidad».
El Frente de Acción Islámica (IAF), un grupo islamista jordano, criticó a Egipto por el bloqueo y lo acusó de «colaborar» con Israel y los Estados Unidos. «Las autoridades egipcias están ... incrementando el sufrimiento de los palestinos en Gaza al construir el muro de acero y al cerrar los cruces fronterizos con Gaza», dijo Hamzah Mansour, miembro del Consejo Shura de la IAF.
Gideon Rose, del Consejo de Relaciones Exteriores, escribió que el bloqueo tiene un objetivo secundario, que es socavar a Hamás haciendo que la vida sea desagradable para los residentes de Gaza.

### Personalidades
- Jimmy Carter: en junio de 2009, el expresidente Jimmy Carter se reunió con los líderes de Hamás en Gaza durante tres horas. Antes de su reunión con el ex primer ministro palestino Ismail Haniyeh y otros funcionarios de Hamás, el presidente Carter habló enérgicamente contra el bloqueo económico de Gaza. «La responsabilidad de este terrible crimen contra los derechos humanos se encuentra en Jerusalén, El Cairo, Washington y en toda la comunidad internacional. Este abuso debe cesar; los crímenes deben investigarse; los muros deben derribarse y el derecho fundamental a la libertad debe usted», Carter le dice a la multitud en una ceremonia de premiación para los alumnos de las escuelas de refugiados de la ONU.[241]
- El Papa Benedicto XVI: durante su visita a Belén en mayo de 2009, el Papa Benedicto XVI mencionó específicamente la difícil situación de los habitantes de Gaza y dijo: «debe ser levantado».[82]
- Jimmy Carter y Mary Robinson en agosto de 2014, en el apogeo del conflicto 2014 entre Israel y Gaza, exigieron un levantamiento del bloqueo por mandato de la ONU.[242]

## Socorro internacional
Tras el conflicto entre Israel y Gaza de 2014 , se llevó a cabo una conferencia de donantes en Egipto donde diferentes países se comprometieron a donar una suma total de 5400 millones de dólares. En septiembre de 2014, Turquía propuso enviar una potencia a Gaza para aliviar la escasez de electricidad, pero en diciembre de 2014 Israel rechazó la propuesta al declarar que la infraestructura en Gaza no era compatible con el barco.